# L'Avare (film, 1980)
Pour les articles homonymes, voir L'Avare (homonymie).
Pour plus de détails, voir Fiche technique et Distribution.
L'Avare est une comédie française réalisée par Jean Girault et Louis de Funès, sortie en 1980.
Adapté de L'Avare de Molière, le long-métrage marque l'unique incursion de Louis de Funès dans la réalisation, du moins la seule signée par l'acteur. Il supervise l'ensemble de la création de cette adaptation et se met en scène dans le rôle d'Harpagon, dans ce qui  demeure l'un de ses derniers films. Il rêvait depuis longtemps d'interpréter la pièce, mais ce n'est qu'à la fin des années 1970 qu'il franchit le pas, après avoir refusé de nombreuses propositions durant plus de vingt ans, aussi bien au théâtre qu'au cinéma.
Le film raconte les mésaventures du vieil Harpagon, riche et avare, qui a enterré dans son jardin une cassette pleine d'or et soupçonne perpétuellement son entourage de vouloir la lui voler. Il prépare pour ses enfants des mariages d'argent et, pour lui-même, caresse un projet de secondes noces qui devra ne rien lui coûter avec la jeune Marianne, de condition modeste, sans savoir que son fils Cléante en est amoureux et que sa fille Élise aime Valère, l'intendant de la maison. Mais le jour où il s'apprête à signer son contrat de mariage, sa cassette disparaît.
L'Avare est tourné dans l'ordre chronologique de l'intrigue, d'octobre 1979 à février 1980, dans les studios de Billancourt, dans les ruelles médiévales et la cathédrale de Senlis puis, pour la scène finale, en Tunisie dans le désert du Sahara. Dès son annonce, le projet est largement commenté, faisant de la sortie du film un événement culturel majeur. Symbole de la rencontre d'un cinéma comique populaire avec le théâtre classique de Molière, L'Avare influence la remise d'un César d'honneur à Louis de Funès pour l'ensemble de sa carrière.
Avec 2,4 millions d'entrées en France, L'Avare n'est finalement qu'un succès « modéré » — en comparaison des résultats habituels de Louis de Funès au box-office — mais devient l'adaptation de Molière au plus large public. L'accueil de la critique est contrasté, notamment sur le jeu de l'acteur principal, qui pour certains renouerait brillamment avec les représentations originelles de la pièce sous Molière, alors que d'autres jugent la réalisation et la direction d'acteur médiocres.
Des années après sa sortie, cette version de L'Avare demeure l'une des adaptations de Molière les plus montrées aux écoliers.

## Synopsis

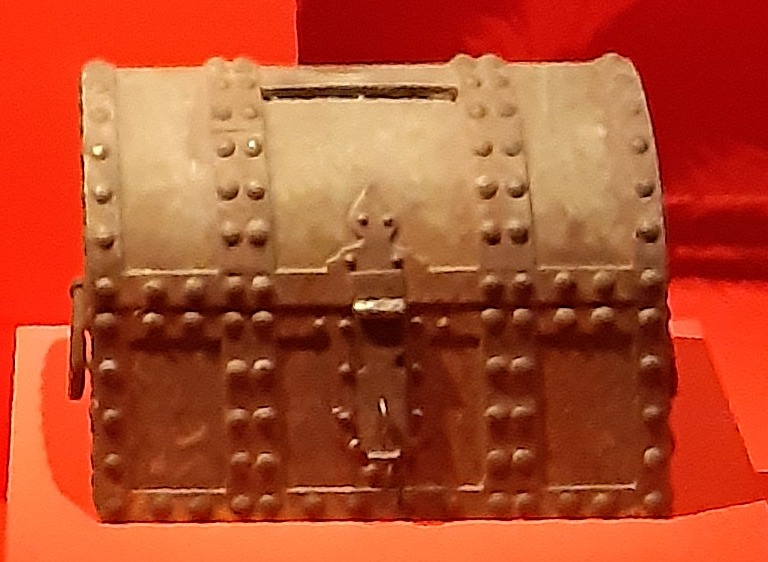
La cassette d'Harpagon, lors de l'exposition sur Louis de Funès à la Cinémathèque, en 2020.

L’action se passe à Paris, dans la demeure du seigneur Harpagon. Au petit matin, on le voit cacher soigneusement une cassette, contenant dix mille écus d’or, au fond de son jardin. En effet, Harpagon est un vieillard avare prêt à enterrer ses richesses, au sens propre, plutôt qu’à les partager avec ses proches, qui subissent douloureusement sa conduite barbare.
Au même moment, Élise s'entretient avec Valère, l'intendant de son père. Valère, amoureux d'Élise, s'est fait engager dans la maison pour l'épouser, et tous deux viennent de se fiancer en secret. Pour gagner la confiance d'Harpagon, il approuve continuellement ses idées, envies ou actions ; dans le même temps, sachant que le vieil homme n’acceptera jamais un pauvre pour gendre, il cherche à retrouver son père. Valère quitte discrètement Élise à l’arrivée de Cléante, le fils d’Harpagon. Ce dernier, très agité, découvre à sa sœur son amour pour la belle Marianne, fille d'une veuve sans le sou. Pour subvenir à leurs besoins, il est obligé de s'endetter partout, et songe même à s’enfuir avec Marianne ; il incite Élise à faire de même, pour mettre fin à leur condition insupportable.

Harpagon s’est rendu à la messe, où il prie tranquillement. Sa prière est rapidement troublée par une femme vêtue de noir qui secoue sa sébile pour faire la quête. Après avoir mimé une profonde prière, s'avachissant sur son prie-Dieu, il finit par s'enfuir de l'église. La quêteuse poursuit l'avare jusque chez lui, avec le bruit entêtant de sa sébile. Affolé, Harpagon va voir sa chère cassette et tombe sur La Flèche, le valet de Cléante. Il le chasse à coups de pied, le soupçonnant de vouloir le voler. Seul, il rêve tout haut ses dix mille écus, mais il est interrompu par l'arrivée de Cléante et Élise. Furieux d’avoir été surpris, il gronde ses enfants et critique toutes leurs dépenses, car il les soupçonne aussi de vouloir le voler. En réalité, Cléante et Élise viennent lui parler de leurs projets de mariage. Harpagon annonce alors qu’il veut épouser Marianne, au désespoir de Cléante, et qu’il destine ses enfants à deux personnes très vieilles et très riches. Élise rejette fermement son mariage avec le seigneur Anselme, un nanti de 50 ans, et se querelle avec Harpagon. Celui-ci appelle Valère et le fait juge de l’affaire. Valère fait semblant d’approuver le père, mais conseille secrètement à la fille de retarder la signature du contrat, en attendant un événement favorable.

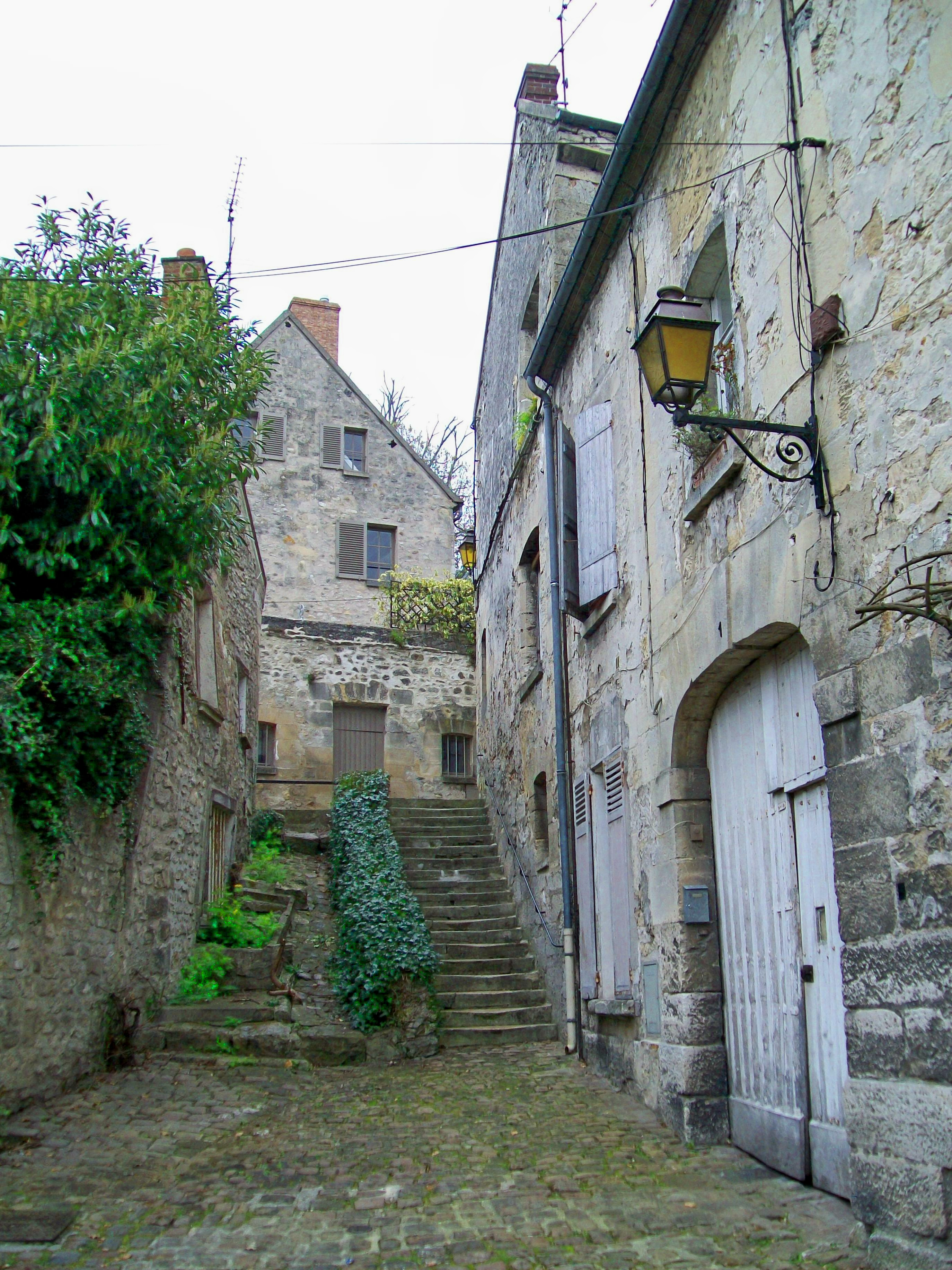
Les rues de Paris dans le film, en réalité le cœur historique de Senlis.

Cléante, plus que jamais pressé d’obtenir de l’argent, a réussi à trouver un prêteur. La Flèche lui fait son rapport et lui apprend, non seulement que le prêteur est pingre, mais en plus qu’il remplace une partie de la somme prêtée par des objets miteux et invendables. Cléante se rend chez l’intermédiaire pour s’expliquer, et découvre que le prêteur est Harpagon lui-même. Violent échange entre le père et le fils, après quoi Harpagon rentre chez lui pour un rendez-vous. La personne qui l’attend est Frosine, une intrigante chargée de régler les détails du mariage entre Harpagon et Marianne. Elle en espère d’ailleurs une belle récompense, et enchaine les flatteries pour le vieillard, allant jusqu’à le persuader que la jeune Marianne a une inclination particulière pour les hommes plus âgés. Mais elle se rend bien vite compte de la nature ingrate d’Harpagon quand celui-ci la met dehors sans la payer.
Pour recevoir sa future, et fêter le mariage de sa fille, Harpagon donne les ordres pour le repas, et fait démonstration de sa cupidité, en malmenant ses domestiques. Valère, qui le seconde, le soutient dans tout ce qu’il dit. Le seul qui ose protester est Maitre Jacques, cuisinier et aussi cocher de la maison. Il critique les sermons insensés d’Harpagon et l’attitude flatteuse de Valère, qu’il a percé à jour. Il va jusqu’à répéter tous les ragots qui se disent sur l’Avare. Pour sa sincérité, il est roué de coups de bâton par le maitre puis par l’intendant.
Entrée de Marianne, escortée par Frosine. La jeune fille est terrorisée par le mariage qu’on prépare, d’autant plus qu’elle est amoureuse d’un jeune inconnu qui lui rend souvent visite. Elle rencontre son futur mari avec horreur, que Frosine s’empresse de cacher. Cléante, qu’elle reconnait comme son prétendant inconnu, vient la saluer. Il lui décrit, à coups de double sens, sa répugnance à la voir épouser un autre, et elle répond de même. Cléante en profite pour se moquer de son père, en lui commandant une collation hors de prix et en lui subtilisant une bague de grande valeur qu’il remet à Marianne comme gage d’amour.

Une fois seuls, les deux amants peuvent s’entretenir sur les choses à faire, et mettent Frosine dans la confidence. Celle-ci imagine un stratagème pour tromper Harpagon et le faire renoncer à un mariage qui, somme toute, ne lui apporte aucun bien. Alors qu’ils sortent de leur entretien, Harpagon aperçoit Cléante baiser galamment la main de Marianne, et soupçonne quelque chose. Pour tester son fils, il prétend avoir changé d’avis et lui laisser Marianne, pourvu qu’elle lui plaise. Cléante tombe dans le piège et dévoile ses sentiments. Les deux hommes entrent dans une violente dispute, que Maitre Jacques essaie maladroitement d’arrêter, mais qui ne fait qu’empirer jusqu’à ce qu’Harpagon parte en maudissant son fils. Cléante est rejoint par La Flèche qui, ayant épié Harpagon toute la journée, a réussi à subtiliser la cassette. Constatant le vol, un Harpagon hors de lui se met à délirer, et à accuser tout le monde (y compris le spectateur).

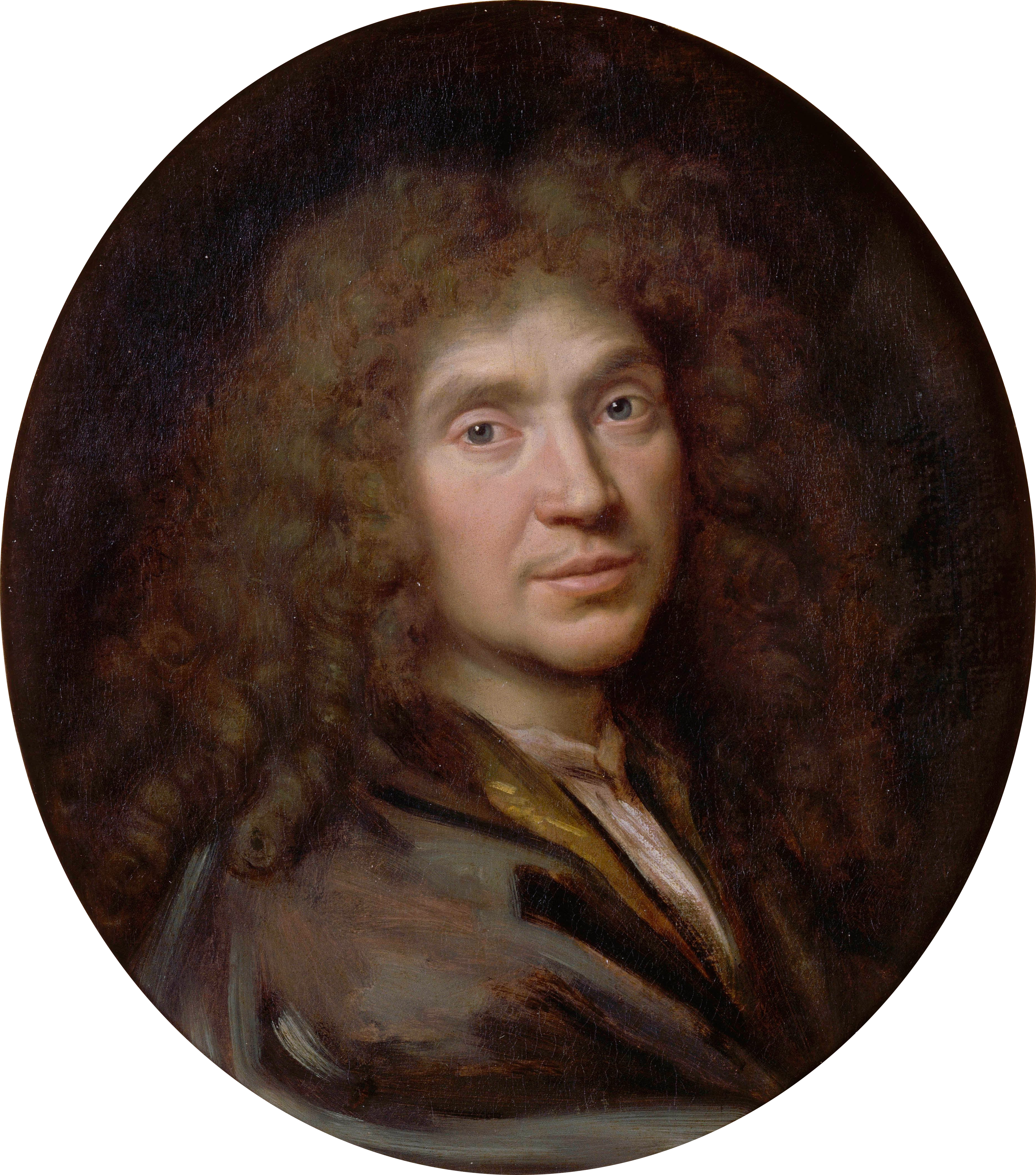
Un portrait de Molière s'adresse à Harpagon à la fin du film, après qu'il a retrouvé sa cassette. Il s'agit de l'œuvre de Pierre Mignard, peinte en 1658, actuellement au musée Condé.

Il fait venir un commissaire chez lui pour enquêter, exigeant que le coupable soit trouvé et pendu. Maitre Jacques, par revanche, accuse Valère. Harpagon oblige celui-ci à s’expliquer, et Valère, se trompant sur le motif de l’accusation, avoue ses fiançailles avec Élise. Furieux, Harpagon s’apprête à le faire condamner pour les deux crimes.
Arrive le seigneur Anselme, qui vient signer son contrat de mariage avec Élise. Il trouve la maisonnée quelque peu chamboulée. Quand il demande à Valère ses origines, il apprend avec stupeur que Valère est le fils de Dom Thomas d’Alburcy, gentilhomme napolitain dont la famille aurait fait naufrage. Nouvelle stupéfaction lorsque Marianne, bouleversée, affirme que Valère est son frère, et leur mère la veuve de Dom Thomas. Le seigneur Anselme, ému, avoue que Dom Thomas d’Alburcy est son ancien nom, qu’il croyait sa famille morte depuis des années, et il embrasse ses enfants retrouvés. Les charges de Valère tombent, au moment où Cléante vient informer son père qu’il détient sa cassette et que, s’il le laisse épouser Marianne, il pourra la récupérer.
Le film se termine sur des doubles noces : Valère va s'unir à Élise et Cléante à Marianne. Harpagon accepte ces deux unions à condition qu'Anselme paye tous les frais. Pendant la fête, La Flèche conduit Harpagon à l'endroit où était cachée sa cassette. Enfin heureux, Harpagon contemple ses écus d'or. Un portrait de Molière l'interpelle : « Harpagon ?! Bonne chance, cher Harpagon. » L'Avare s'en va, traînant sa cassette au bout d'une chaîne, jusqu’au milieu d'un immense désert. C'est là que surgit la quêteuse habillée en noir, qui poursuit Harpagon en secouant sa sébile…

## Fiche technique
Sauf indication contraire ou complémentaire, les informations mentionnées dans cette section proviennent du générique de fin de l'œuvre audiovisuelle présentée ici.
- Titre : L'Avare

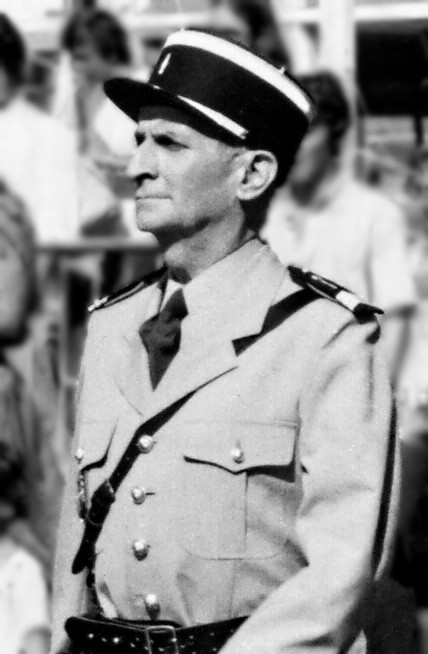
Louis de Funès en 1978, tournant Le Gendarme et les Extra-terrestres sur le port de Saint-Tropez. Il est à la fois interprète principal, réalisateur et adaptateur du scénario de L'Avare.

- Réalisation : Jean Girault et Louis de Funès
- Scénario : Jean Girault, Louis de Funès et Jean Halain, d'après L'Avare de Molière
- Décors : Sydney Bettex
- Costumes : Rosine Delamare
- Chaussures : L.C.P. di Pompei (en)
- Photographie : Edmond Richard
- Son : Jean-Pierre Pélissier, Paul Lainé
- Montage : Michel Lewin
- Chorégraphie des danses du mariage : Jean Guélis
- Scripte : Florence Moncorgé-Gabin
- Casting : Dominique Besnehard
- Musique : Jean Bizet
  - Direction d'orchestre : Patrick Marchand
  - Chef de chœurs : Raphaël Passaquet[note 2]
- Production : Christian Fechner et Bernard Artigues (délégué)
- Société de production : Les Films Christian Fechner
- Société de distribution : AMLF[2]
- Budget : 17[3] à 20 millions de francs[a],[4] (soit environ 9.6 à 11,3 millions d'euros en 2024)
- Format : couleurs — 35 mm (Panavision) — 1,66:1 — son mono
- Langue : « langue de Molière »
- Genre : comédie, théâtre
- Durée : 123 minutes (3 342 mètres)[5]
- Date de sortie : 
  - France : 5 mars 1980
- Visa d'exploitation : no 51455[5]
- Affiche : René Ferracci (France)

## Distribution
- Louis de Funès : Harpagon

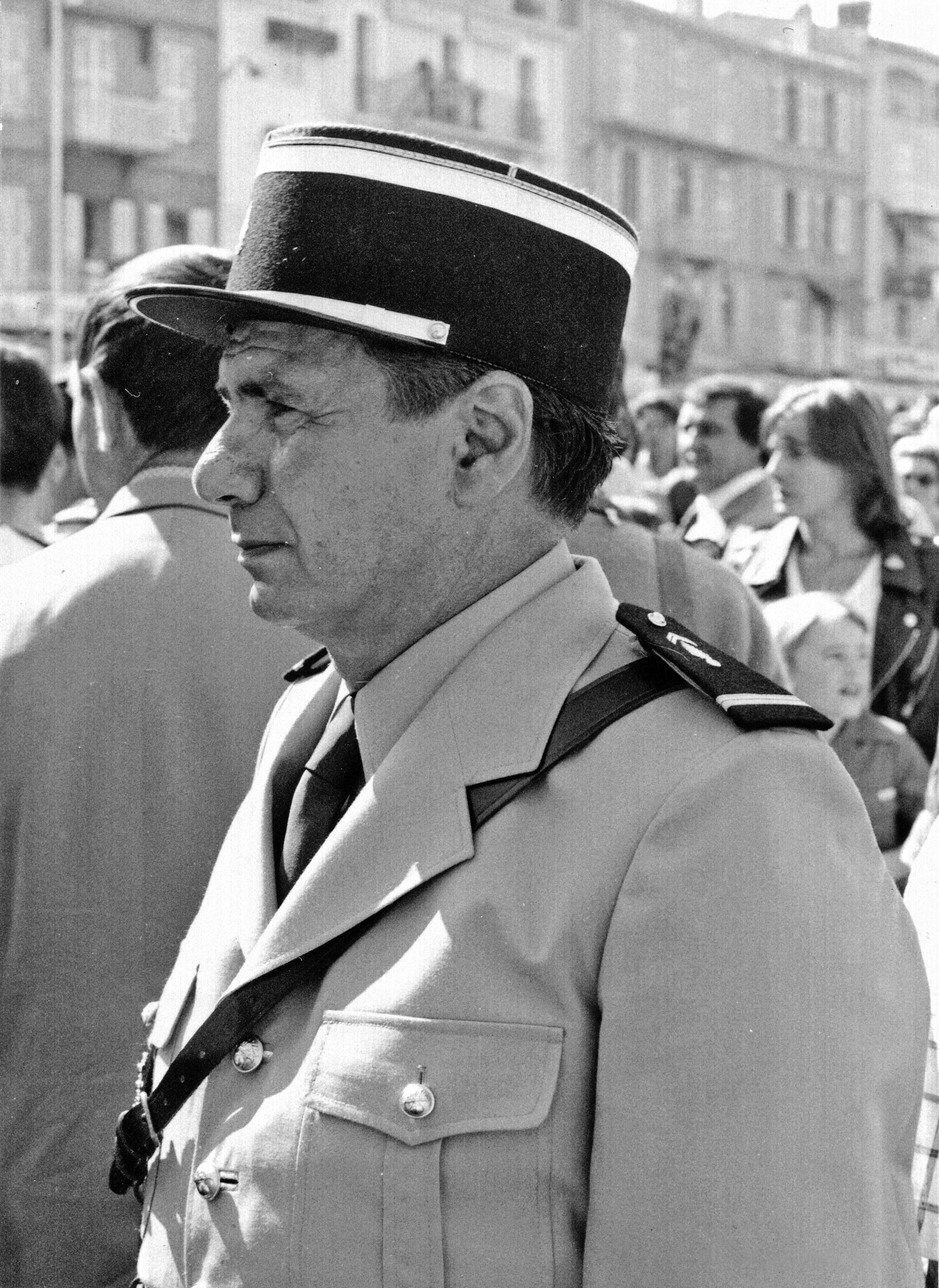
Michel Galabru lors du tournage du Gendarme et les Extra-terrestres. Fidèle partenaire de Louis de Funès, il interprète maître Jacques dans L'Avare, après avoir été à la Comédie-Française durant sept ans.

- Frank David : Cléante, fils d'Harpagon, amoureux de Marianne
- Hervé Bellon : Valère, intendant d'Harpagon, amoureux d'Élise
- Michel Galabru : Maître Jacques, cuisinier et cocher d'Harpagon
- Claire Dupray : Élise, fille d'Harpagon
- Claude Gensac : Frosine, entremetteuse
- Anne Caudry : Marianne, jeune fille aimée de Cléante
- Bernard Ménez : La Flèche, valet de Cléante
- Georges Audoubert : Anselme, de son vrai nom Don Thomas d'Alburcy
- Henri Génès : le commissaire
- Guy Grosso : Brindavoine, serviteur d'Harpagon
- Michel Modo : La Merluche, serviteur d'Harpagon
- Max Montavon : Maître Simon, le courtier
- Micheline Bourday : Dame Claude, servante / la quêteuse
- Madeleine Barbulée : la mère de Marianne
- Pierre Aussedat : le clerc
- Gaëlle Legrand : la première servante
- Claire Favretto : la deuxième servante

## Production et réalisation

### Louis de Funès, Molière etL'Avare

#### L'envie d’interpréter Harpagon au théâtre
« L'Avare était un projet que Louis de Funès portait en lui depuis très longtemps. C'était un challenge auquel il avait envie de s'attaquer mais avec une sorte de respect presque excessif pour l'œuvre. »
— Christian Fechner
Depuis au moins les années 1950, Louis de Funès rêve de jouer la pièce L'Avare de Molière, et son personnage central d'Harpagon. C'est le seul texte classique qu'il accepterait de servir, bien que le rôle soit dramatique. Le principal intérêt du rôle est, pour lui, de montrer un défaut qu'il trouve très comique : l'avarice. Il s'est particulièrement amusé de ce défaut chez sa mère,, qu'il considère comme son premier professeur de comédie (son fort caractère et ses énervements ayant en grande partie influencé son jeu d'acteur). Plusieurs fois, le jeune Louis a été témoin de l'avarice de sa mère. Il raconta par exemple qu'elle « sautait au plafond » alors qu'elle avait perdu de l'argent qu'elle avait caché,. Une autre fois, elle s'était mise dans un état d'excitation impressionnant en égarant un billet de banque : « Si vous aviez vu ça. C'était terrible. Et en même temps drôle à la fois. Car c'est dans ce genre de contexte que les gens se révèlent vraiment ».
Par la suite, durant sa carrière, l'avarice compte parmi les passions humaines qu'il apprécie le plus incarner. Très tôt, il dissémine dans son jeu des mimiques et des gestes de rapports à l'argent. On trouve des mimiques de rapacité, dont le geste enveloppant pour attraper des billets, dès 1953 dans le personnage du commissaire de police du film Les Corsaires du bois de Boulogne, le chauffeur de taxi de Week-end à Paris, le petit escroc de Légère et court vêtue et le directeur de l'hôtel de La Tournée des grands ducs. Dans Comme un cheveu sur la soupe apparaît son jeu de rétention des billets à la sortie du portefeuille, qui deviendra plus tard classique chez l'acteur. Dans Le Gros Lot, segment du film à sketches Les Veinards, il interprète un gagnant de la loterie cramponné à sa valise de billets. Le personnage de don Salluste dans La Folie des grandeurs est aussi cupide et proche de sa richesse qu'Harpagon,,,.

« [Harpagon] n'est pas un personnage très amusant, il est même sinistre. Mais ce qui m'intéresse, c'est ce que peut provoquer une névrose comme l'avarice. J'aimerais montrer que cet homme devient fou comme on le devient tous dans ces moments de panique. Notre cerveau est bien fragile lorsque les choses nous échappent. On est capable de sauter à pieds joints ou de se rouler par terre. Et ça, c'est drôle ! »

— Louis de Funès,.
En plus d'être avare, Harpagon est aussi un personnage malhonnête, sans scrupules et sans morale. Pour l'acteur, Harpagon constitue la quintessence des personnages qu'il incarne depuis qu'il a accédé à des rôles d'importance au théâtre et au cinéma,. Il pense aussi que Molière, lorsqu'il jouait sur scène, devait avoir un jeu similaire au sien : fort, musqué, grimacier, « au public ». Il a parfois été conforté dans cette idée par des critiques ou autres hommes de théâtre. Jean Anouilh notamment, pour qui il interpréta Ornifle ou le Courant d'air puis La Valse des toréadors, lui trouve une filiation avec Molière et la commedia dell'arte : « Molière, comédien, devait jouer comme ça. Lui aussi faisait des grimaces et trop de gestes pour les loges qui pinçaient le nez — tandis que le parterre hurlait de rire »,,. Louis de Funès a envie de jouer L'Avare au théâtre, au contact du public :

« C'est au théâtre, soir après soir, qu'un personnage se construit, le public est une aide précieuse, il me guide par ses réactions vers la folie ordinaire, le rôle de Barnier dans Oscar s'est étoffé chaque jour. Je ne sais pas ce que deviendrait Harpagon, je n'ai pas d'idées préconçues sur le rôle. Mais il se dessinerait petit à petit. D'abord au fil des répétitions, puis au fur et à mesure des représentations. »

— Louis de Funès.

#### De nombreuses occasions manquées, au théâtre et au cinéma

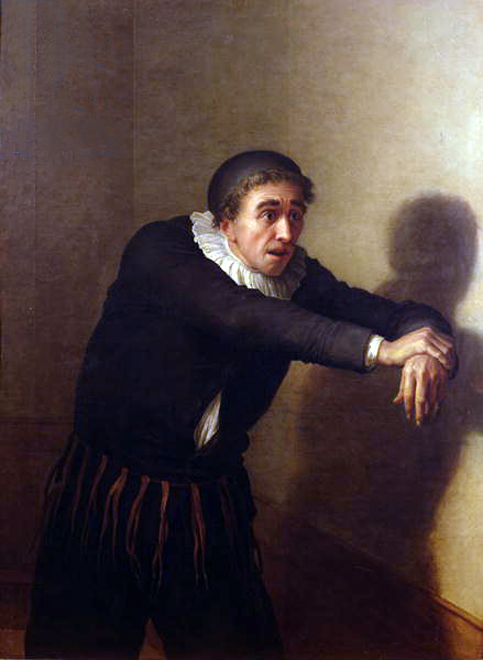
Le comédien Grandmesnil dans L'Avare à la Comédie-Française, lors du monologue de la cassette. Pendant une trentaine d'années, le rôle d'Harpagon attire et obsède Louis de Funès autant qu'il l'effraie.

De très nombreux projets de représentations au théâtre ou d'adaptations filmiques de L'Avare ont régulièrement été montés autour de Louis de Funès, avec une annonce dans la presse presque chaque année depuis les années 1950. À chaque fois, il a refusé le rôle d'Harpagon. Lors du tournage du film, il s'explique : « Je ne trouvais pas le temps et je n'étais pas mûr pour le rôle »,. Toutefois, en 1964, pour son ami l'homme de radio Jean Chouquet, il a accepté d'enregistrer un disque 45 tours Louis de Funès joue avec les classiques sur des extraits de textes de Molière (ainsi que La Fontaine, La Bruyère, Racine, Boileau, Corneille et Voltaire), puis un disque 33 tours sur Molière et La Fontaine, tous deux contenant le monologue de la cassette de L'Avare,.
La plus ancienne proposition viendrait d'André Barsacq, en 1957, pour jouer la pièce une fois par semaine au théâtre de l'Atelier,,,. En 1958, Georges Vitaly annonce qu'il mettra en scène Louis de Funès dans L'Avare à la fin de l'année au théâtre La Bruyère, après l'avoir dirigé dans La Puce à l'oreille en 1952. En 1959, l'acteur signe un contrat avec les tournées Karsenty pour jouer L'Avare en tournée en province mais, effrayé et angoissé par le rôle, décide d'accepter la proposition de Marcel Karsenty de jouer à la place Oscar, la pièce qui le rendra célèbre,,. Au printemps 1960, il est annoncé dans L'Avare à la rentrée au théâtre Fontaine de Jean Richard et il apprend le texte à cette occasion. Début 1961, il est annoncé qu'outre ses six représentations d’Oscar par semaine au théâtre de la Porte-Saint-Martin, il jouerait le septième soir dans L'Avare au théâtre de l'Atelier. En 1962, on lui propose de l'interpréter sous la direction de Daniel Sorano, pour les festivals d'été, aux côtés de Rosy Varte notamment,,. Toujours en 1962, le réalisateur Jean Chérasse, avec qui il vient de tourner La Vendetta, lui propose une adaptation cinématographique très libre de L'Avare, qu'il accepte, mais le film ne trouve pas de producteur et l'acteur s'engage sur d'autres projets,. La même année encore, le comédien est annoncé au théâtre de l'Atelier, pour les matinées du week-end, mais est occupé par La Grosse Valse au théâtre des Variétés. Fin 1963, à la faveur du tournage de Faites sauter la banque, Georges Wilson, directeur du TNP, semble s'être mis d'accord avec l'acteur pour des représentations de L'Avare durant la saison 1964-65 au prestigieux théâtre de Chaillot.
En 1967, Jean-Louis Barrault l'invite, par voie de presse, à jouer la pièce dans son théâtre de France. En 1968, lors du développement périlleux du Tatoué, le réalisateur Denys de La Patellière envisage de tourner à la place une adaptation de L'Avare avec Louis de Funès, tandis qu'il dirigerait l'autre vedette prévue, Jean Gabin, dans un film adapté d'un roman de Balzac. En février 1969, Louis de Funès est annoncé dans L'Avare au cinéma, au moment où il tourne Hibernatus. Fin 1971, alors que le comédien va reprendre Oscar au théâtre, Jacqueline Cartier de France-Soir fait part d'un projet de jouer la pièce de Claude Magnier en alternance avec L'Avare, Louis de Funès devant travailler avec le metteur en scène Jacques Charon sur la pièce aussitôt après la première d’Oscar. Au printemps 1972, pendant le succès d’Oscar au théâtre du Palais-Royal, alors que le directeur Jean-Michel Rouzière lui propose pour la saison suivante de choisir entre poursuivre Oscar ou monter L'Avare, Louis de Funès préfère continuer Oscar,.

### Réalisation d'un rêve de vingt ans
« Il y a vingt ans, j'étais trop jeune pour ce rôle qui exige la maturité. Je suis maintenant prêt à l'affronter. Je l'étudie depuis longtemps tout en lisant et relisant les explications de texte que Charles Dullin a noté lorsqu'il a mis en scène et interprété la pièce. »
— Louis de Funès en 1979.

#### Un long cheminement
Pendant des années, Louis de Funès « attend d'être mûr ». De nombreuses idées d'adaptation lui viennent, qu'il note dans un très gros cahier à spirales sur lequel il écrit dès qu'il a un moment libre, lors de ses tournages par exemple. De plus, il réunit peu à peu une importante documentation sur la pièce, sur la biographie de Molière, sur ses œuvres et son époque. Il se procure notamment une version de L'Avare comprenant, outre le texte original, des indications de mise en scène et éléments d'analyse de la pièce écrits par Charles Dullin, comédien de la première moitié du XXe siècle qui compte parmi les plus fameux interprètes d'Harpagon.
Depuis un double infarctus en mars 1975, Louis de Funès ne peut plus faire de théâtre, ce qui rend définitivement impossible son rêve de jouer L'Avare sur scène. Sa dernière performance théâtrale demeure La Valse des toréadors de Jean Anouilh, jouée durant 198 représentations en 1973-1974. Après son retour au cinéma dans L'Aile ou la Cuisse en 1976, il est sous contrat pour trois films — qui seront La Zizanie, L'Avare et La Soupe aux choux — avec le jeune producteur Christian Fechner, qui s'est battu pour lui obtenir une assurance, lui permettant ainsi de reprendre le chemin des plateaux de tournage après ses graves problèmes de santé. Désormais, il tourne en étant suivi de près par des médecins, à un rythme de travail ralenti, apparaissant dans un film par an, et suit un régime alimentaire drastique. Sa seule possibilité de jouer L'Avare serait donc un projet pour l'écran, au cinéma voire à la télévision,.

#### Un projet pour la télévision puis pour le cinéma

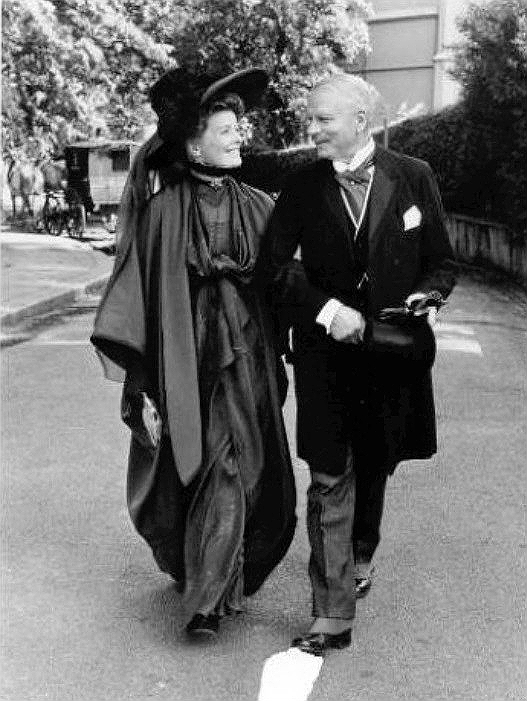
Il neige au printemps, acclamé pour sa réalisation, donne l'idée à Louis de Funès d'adapter L'Avare en téléfilm.

L'envie d'une adaptation filmée de L'Avare resurgit lors d'une diffusion de Il neige au printemps de George Cukor. Louis de Funès est impressionné par ce téléfilm américain qui parvient à être de grande qualité malgré très peu de décors et surtout de très longs dialogues — ce qui l'effrayait dans L'Avare,. Il apprécie également l'interprétation d'Harpagon par Henri Virlogeux dans le téléfilm L'Avare de Jean Pignol, diffusé en 1978. Il se décide donc d'adapter à son tour L'Avare pour la télévision. Il considère avoir atteint la maturité nécessaire pour jouer le rôle, d'autant plus qu'il a désormais l'âge d'Harpagon, « soixante bien comptés ». Christian Fechner le convainc de se lancer dans ce projet.
Des discussions ont lieu en 1978 avec des responsables de la télévision française. Connaissant le manque de moyens de la télévision, l'acteur leur propose de tourner un Avare pour lequel il ne toucherait aucun cachet,. Les chaînes de télévisions lui proposent un budget de production de 1,5 million de francs, soit autant que pour une soirée de variétés,. Mais ce budget est trop insuffisant par rapport à ses ambitions, « pour réaliser toutes ses idées. Les plus folles, les plus coûteuses aussi ». Misant sur l'énorme popularité de l'acteur, Christian Fechner lui suggère de plutôt développer une adaptation pour le grand écran, et lui accorde un budget de vingt millions de francs, soit treize fois plus que celui proposé par les chaînes de télévision.
Christian Fechner soumet à Louis de Funès l'idée de réaliser le film lui-même, en raison de sa grande connaissance de la pièce. Depuis ses premiers grands rôles, le comédien désirait passer à la réalisation et prenait de plus en plus de place dans la conception de ses films mais, malgré plusieurs occasions, il n'avait jamais franchi le pas,. Il décide de coréaliser le film avec son ami Jean Girault, réalisateur de douze de ses films, à savoir les cinq précédents films du Gendarme, Pouic-Pouic, Faites sauter la banque !, Les Grandes Vacances et Jo, puis, après L'Avare, La Soupe aux choux et Le Gendarme et les Gendarmettes,. Il s'agit du seul film dont il signe la réalisation. Également sur proposition de Fechner, Louis de Funès accepte un temps — et pour la seule fois de sa carrière — de coproduire le film, mais se rétractera la veille du tournage,,. Pour son travail d'interprète, réalisateur, et scénariste, il aurait touché un cachet de 6 millions de francs, selon des rumeurs de l'époque,.

#### Écriture, préparation, décors, costumes et annonce
Après la fin du tournage du Gendarme et les Extra-terrestres en octobre 1978, Louis de Funès dispose d'un an pour préparer tranquillement son film. Il entame avec Jean Girault l'écriture du scénario. Il fait également appel à un assistant régulier, Jean Halain, fils d'André Hunebelle et scénariste, qui n'avait pas travaillé sur un de ses films depuis Sur un arbre perché en 1970, et est crédité sur L'Avare à la « collaboration artistique ».
L'acteur tient à conserver le texte intégral de la pièce dans son film, contre l'avis de Christian Fechner qui veut des coupes afin qu'elle soit la plus lisible possible pour un public moderne mais cède finalement face à sa vedette. De fait, les scénaristes effectuent quelques modifications dans le texte de Molière. À côté de ce respect du texte, il ose beaucoup d'innovations dans la mise en scène et dans l'ajout de gags (comme l'imitation de Donald Duck au tribunal ou encore la fuite d'Harpagon devant la femme qui demande de l'argent à la messe). Ils aboutissent à un scénario de 500 pages (alors qu'un scénario « normal » fait rarement plus de 200 pages).

« Personne ne se gêne vraiment, en abordant une pièce classique, pour la couper afin qu'elle soit la plus lisible possible pour un public d'aujourd'hui. En tournant L'Avare, il savait qu'il serait probablement en butte à un certain nombre de critiques mais ne voulait pas qu'en plus on lui reproche d'avoir touché en quoi que ce soit à l'œuvre de Molière. Quand il s'est battu avec moi qui étais d'avis contraire, je ne me suis pas défendu longtemps : j'ai vite vu que je n'avais pas une chance de gagner. Il a donc été hors de question de couper un seul mot de Molière. »

— Christian Fechner.
Il donne aussi des indications pour les décors et costumes, dont la création est confiée à Rosine Delamare, grande costumière de théâtre et de cinéma (sur de nombreux films de cape et d'épée tels que les Angélique), et Sydney Bettex, décorateur britannique collaborant régulièrement avec Jean Girault, notamment sur tous les Gendarmes,. Le poste de directeur de la photographie est attribué à un nouveau venu auprès de Girault et de Funès, Edmond Richard, technicien de renom engagé par Orson Welles, Luis Buñuel, Marcel Carné ou René Clément,.
Lorsque Le Gendarme et les Extraterrestres sort en salles en janvier 1979, Louis de Funès n'annonce pas son projet suivant durant la promotion, ce qu'il a pourtant toujours fait auparavant, laissant planer l'incertitude. En réalité, il n'ose pas encore annoncer publiquement qu'il prépare une adaptation de L'Avare. Après avoir sporadiquement parlé d'Harpagon dans diverses interviews, évoquant sa fascination pour le personnage mais aussi son intimidation face au rôle, il finit par révéler son projet dans un long texte qu'il signe, publié dans Figaro dimanche, où il dit notamment : « … l'heure est venue. […] Avec ce que j'ai appris au cinéma, je peux donner au personnage ce quelque chose de plus que je sentais, mais n'étais pas sûr de faire passer sur une scène. » Le film doit sortir en mars ou en avril 1980.

### Attribution des rôles
La composition de la distribution est entièrement décidée par Louis de Funès,. Ce sont pour la plupart des anciens camarades de jeu de ses précédents films car, dans sa fin de carrière, il ne s'entoure plus que de sa troupe de fidèles, sa « famille de cinéma », des amis qu'il a régulièrement côtoyés lors de tournages ou au théâtre,. On retrouve ainsi Michel Galabru en maître Jacques, cuisinier et cocher d'Harpagon, « Madame de Funès à l'écran » Claude Gensac dans le rôle de l'entremetteuse Frosine,, Guy Grosso et Michel Modo en Brindavoine et La Merluche, les deux laquais d'Harpagon,,, Henri Génès en commissaire qu'Harpagon convoque pour retrouver sa cassette, et Micheline Bourday, apparue dans Le Gendarme et les Extra-Terrestres en épouse de l'adjudant Gerber, dans deux rôles (Dame Claude, servante d'Harpagon, et la quêteuse qui le poursuit avec sa sébile). Louis de Funès distribue également le rôle muet inventé de la mère de Marianne à Madeleine Barbulée, une amie avec qui il a joué à ses débuts, et celui de Maître Simon, le courtier qui établit l'usure entre Harpagon et Cléante, à Max Montavon, un acteur dont il est très proche et qui joue des seconds rôles dans nombre de ses films.

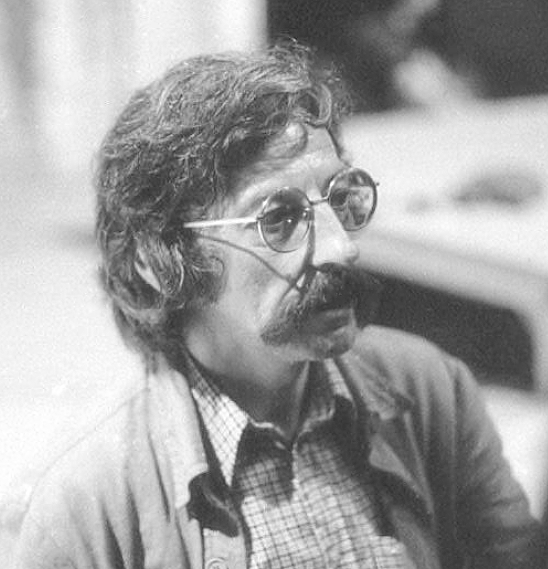
Ayant apprécié son interprétation d'Harpagon dans un téléfilm en 1978, Louis de Funès voulait confier le rôle d'Anselme à Henri Virlogeux, qu'il avait déjà côtoyé dans Le Tatoué.

L'acteur-réalisateur désire rassembler pour son film des acteurs et actrices ayant une bonne expérience du théâtre classique. Michel Galabru est un comédien rompu aux classiques, pensionnaire de la Comédie-Française de 1950 à 1957, après trois années de Conservatoire,. Claude Gensac est aussi une ancienne élève du Conservatoire,. Tous deux acceptent aussitôt mais le préviennent de la complexité à jouer et retenir les textes de Molière. Pour le rôle d'Anselme, il pense à Henri Virlogeux, qui avait justement interprété Harpagon dans le téléfilm de Jean Pignol diffusé en 1978, mais celui-ci refuse, ; il confie donc le rôle à Georges Audoubert, alors pensionnaire de la Comédie-Française.
Quant aux rôles de « jeunes », Louis de Funès visite le Conservatoire et plusieurs cours de théâtre parisiens comme le cours Florent, accompagné de Jean Girault et Christian Fechner, et fait passer des auditions lui-même,,,,. Ayant récemment découvert le magnétoscope grâce à Fechner, il demande que les comédiens les plus intéressants soient filmés en vidéo, pour les sélectionner à l'image. À la fin de sa carrière, la vedette manifeste un intérêt pour les comédiens débutants, qu'il espére lancer, conseiller et soutenir, lui qui a vécu des décennies difficiles avant d'accéder à la célébrité à 50 ans. Marianne, l'amante de Cléante qu'Harpagon compte épouser, est incarnée par Anne Caudry, notamment vue dans Confidences pour confidences et Oublier Venise. Le rôle de Cléante, fils d'Harpagon, est confié à Franck Cabot-David, élève de l'ENSATT et du Conservatoire, qui était déjà Cléante dans le téléfilm de Jean Pignol, et que Louis de Funès avait déjà vu dans une réalisation de Jean Delannoy,. L'interprète d'Élise, la fille d'Harpagon, est Claire Dupray, également élève du Conservatoire. Élève au cours Florent, Pierre Aussedat participe sans succès à une audition pour le rôle de Valère, mais, Louis de Funès ayant toutefois apprécié sa prestation, il est recontacté trois semaines plus tard pour le rôle du clerc du commissaire,.
Seule exception, le rôle de La Flèche, valet de Cléante, n'est pas distribué à la suite d'auditions. Ayant eu vent du projet dans la presse professionnelle un an avant sa réalisation, Bernard Ménez s'est aventuré à se proposer lui-même auprès de Louis de Funès, en le rencontrant dans sa loge lors du tournage du cinquième Gendarme à Billancourt,,,. À l'époque, il avait déjà acquis une petite notoriété avec les films Pleure pas la bouche pleine et Le Chaud Lapin de Pascal Thomas, et connaissait très bien le rôle puisqu'il l'avait joué, avec d'autres pièces du répertoire classique, pour les collèges et les lycées de la région parisienne dans le cadre de la « compagnie Sganarelle », dont il est le fondateur,,. Louis de Funès lui dit le connaître, ayant vu les films de Pascal Thomas, et l'apprécier beaucoup : il lui donne aussitôt le rôle et l'envoie vers le producteur. Maurice Risch, récurrent partenaire funésien, avoue regretter de ne pas avoir tenu ce rôle de La Flèche.

### Tournage

#### Aux studios de Billancourt et dans les rues de Senlis

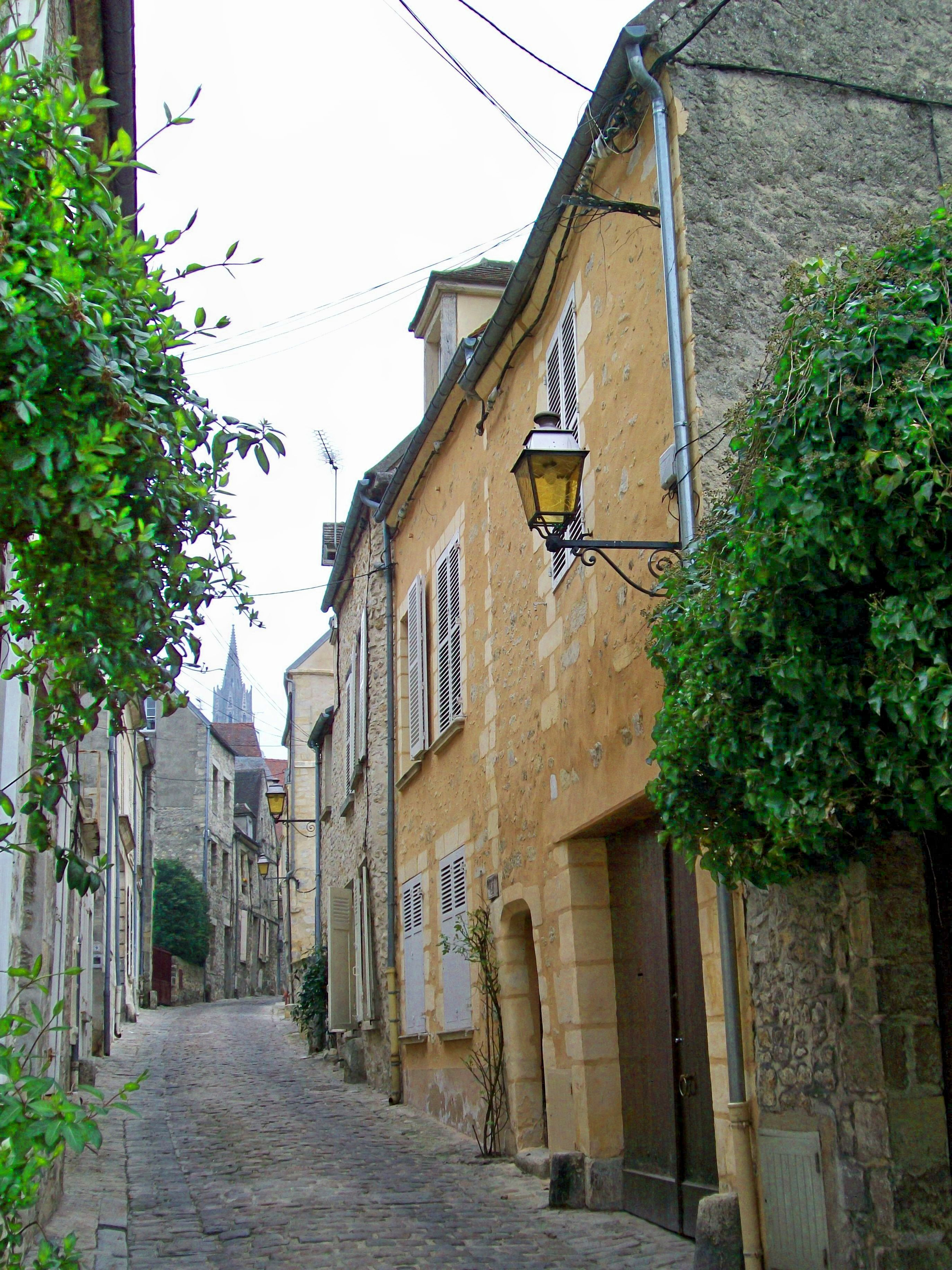
La rue des Cordeliers à Senlis, lieu de tournage extérieur de la maison d'Harpagon.

Le tournage débute le 15 octobre 1979, aux studios de Billancourt,. Il se déroule dans une ambiance studieuse,. L'état de santé de l'acteur principal depuis son double infarctus nécessite de le ménager, l'obligeant à ne tourner que quelques heures par jour, et de lui accorder du repos après ses scènes. Les prises de vues ont donc lieu de midi à 19 h 30. Le matin est consacré aux répétitions, menées par Louis de Funès. Le producteur Christian Fechner a offert à son acteur un emploi de temps idéal, dont l'ensemble de l'équipe du film profite aussi : le tournage ne se tient que cinq jours par semaine, pour préserver les week-ends de l'acteur, et une pause d'une semaine a lieu à Noël pour lui permettre de passer les fêtes avec sa famille,. Comme à chacun de ses tournages depuis L'Aile ou la Cuisse, une équipe médicale est présente à proximité pour surveiller Louis de Funès.
Le film est tourné en continuité, c'est-à-dire dans l'ordre chronologique de la pièce, ce qui représente un luxe, certains décors étant ainsi utilisés à des jours voire des semaines d'intervalle. Le producteur permet au film d'occuper les six plateaux des studios de Billancourt — loués pour six mois, d'octobre 1979 à mars 1980 — pour qu'aucun décor ne soit détruit et qu'aucun accessoire ne soit déplacé après les prises de vues, dans le cas où les rushes ne conviendraient pas à Louis de Funès et qu'il faudrait donc re-tourner une scène, « pour modifier un regard, un geste, une tirade »,. Cela arrive à plusieurs reprises, notamment pour les deux premières scènes de la pièce : entièrement jouées par les jeunes comédiens débutants, très denses en texte et manquant de rythme (déjà dans le texte de Molière), ces scènes sont tournées une deuxième fois, après visionnage des rushes et d'un pré-montage sommaire.
Le tournage reçoit la visite de Jean-Philippe Lecat, ministre de la Culture, venu saluer un film représentant selon lui la réconciliation des cultures populaire et savante.

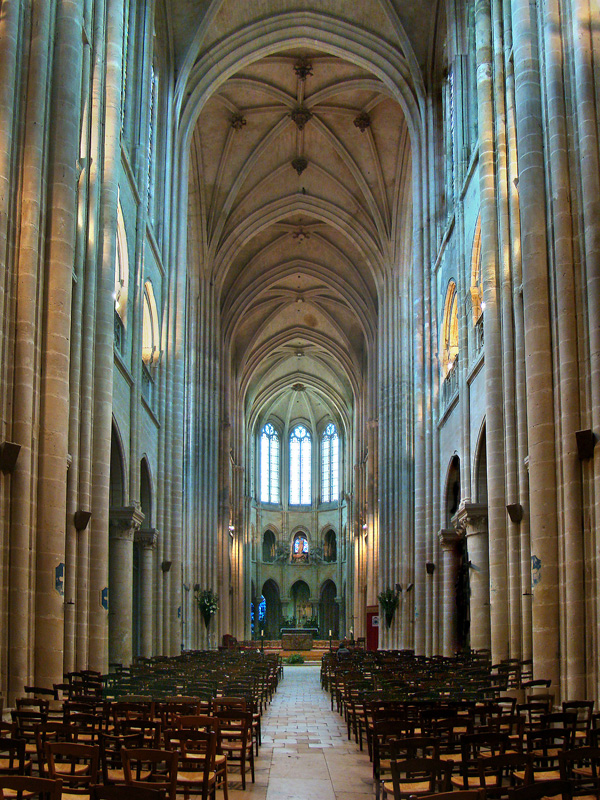
Intérieur de la cathédrale Notre-Dame de Senlis, où est tournée la scène d'exposition d'Harpagon, qui s'enfuit pour échapper à la quête.

Les quelques scènes d'extérieurs sont tournées dans la vieille ville de Senlis, la municipalité ayant consenti à neutraliser ses ruelles médiévales pendant la première semaine du mois de février 1980,. La cathédrale Notre-Dame de Senlis sert de décor pour le début de la scène d'exposition d'Harpagon, lorsqu'il fuit la messe pour échapper à la quête. Le chef opérateur Edmond Richard doit travailler avec la basse luminosité de la saison : « pour pallier cette contrainte, il s'agissait de faire des émulsions. Dans l'église par exemple, j'ai dû énormément pousser la sensibilité ». Ce tournage en extérieurs s'avère difficile en raison d'un froid terrible. Le froid hivernal est tel que l'eau gèle dans les pichets d'étain sur la terrasse de l'auberge où se rendent Frosine, Cléante, Élise et Marianne. Les comédiens, dont les costumes d'époque cachent de chaudes épaisseurs d'habits modernes, doivent sucer des glaçons avant chaque prise pour qu'il n'y ait pas trop de buée lorsqu'ils parlent. Louis de Funès est « transi de froid » lorsqu'il tourne la scène du monologue, dans un jardin de Senlis par −7 °C.
En dehors du froid à Senlis, le principal ennui lors du tournage est qu'il arrive à Louis de Funès d'avoir des problèmes de mémoire, bien qu'il ait eu auparavant beaucoup de texte à jouer au théâtre, notamment pour La Valse des toréadors de Jean Anouilh. Il ne parvient pas à mémoriser certaines tirades d'Harpagon, ce qui empêche de les tourner en continuité. Ces répliques sont donc découpées en plusieurs prises de quelques lignes, entrecoupées au montage par des plans de coupe et contrechamps imaginés par Jean Girault. Ainsi, le monologue du vol de la cassette est découpé en quinze plans, en plus d'un passage où La Merluche et Brindavoine viennent narguer l'avare. Il demande aussi à filmer cette scène avec une équipe réduite, afin de se préserver. La scripte Florence Moncorgé-Gabin explique que « comme il tenait par-dessus tout au respect du texte de Molière, il ne pouvait plus se permettre ce qu'il faisait avec Oscar ou avec les dialogues des Gendarmes en changeant un mot ici ou là ».
Également, lors du dernier acte, très difficile et aux longues répliques, Louis de Funès manque d'assurance face à l'interprète d'Anselme, Georges Audoubert de la Comédie-Française, et ne peut plus jouer, :

« Subitement, il s'est arrêté de jouer, a repris la scène, s'est trompé, a stoppé de nouveau. Il était comme en panne de carburant. Il a demandé quelques minutes pour souffler et est resté seul au milieu du décor. Nous étions tous aussi muets et désemparés que lui, mais sans savoir pourquoi. […] Brusquement, il m'est venu une idée. Il m'avait parlé de sa mère et des colères terribles qu'elle piquait. […] Je me suis assise doucement près de lui et je lui ai parlé de sa maman pendant quelques minutes : « Ta maman te voit en ce moment, ne la déçois pas. Qu'est-ce que ça peut te faire d'avoir en face de toi un gars du Français soi-disant habitué aux grands textes anciens ? » J'ai tapé dans le mille. C'est ce qui l'avait bloqué, il avait peur de ne pas être à la hauteur du texte devant ce partenaire. […] Et, bien sûr, après il a joué la scène superbement. »

— Claude Gensac, 2005,.
Quelquefois, le tournage est émaillé par des fous-rires. Même s'il a joué La Flèche des centaines de fois, Bernard Ménez parvient à être désarçonné par Louis de Funès : « Il avait une grande pratique de la caméra et, tout au moins pour les scènes avec moi, il était bon en quelques prises. Dans la scène où il me tape dessus dans l'escalier, je dois me tourner parce que je sens que je vais craquer : c'est cette prise qui a été conservée et, à l'écran, je me vois en train de rire. »
Pourtant rôdé à son comique, Michel Galabru est également sujet à des fous-rires, notamment au moment de l'affrontement entre Harpagon et Maître Jacques à propos du repas : « Je tournais nez à nez avec lui et on ne pouvait pas finir, tant son regard était extraordinaire. Tourner avec lui était par moments difficiles parce qu'il était vraiment très drôle. Mais ces moments irrésistibles, ces fous rires, je ne les ai pas vus à l'écran. Dans L'Avare, on ne voit pas suffisamment sa puissance comique. »

#### La coréalisation Jean Girault / Louis de Funès

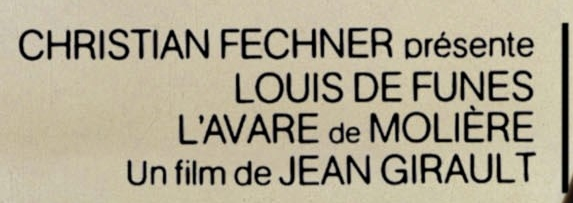
Bien que Louis de Funès ait signé la réalisation du film, l'affiche présente L'Avare comme uniquement réalisé par Jean Girault.

Sur le plateau de L'Avare, Louis de Funès effectue ses premiers pas dans la réalisation, qu'il partage avec le réalisateur prolifique Jean Girault. En réalité, l'acteur-réalisateur ne s'immisce que très peu dans la technique, et ne lance par exemple aucun « action ! », « moteur ! », ou « coupez ! ». Avouant ne pas connaître grand chose aux appareils de cinéma, l'acteur-réalisateur novice laisse à son partenaire expérimenté les aspects techniques de la réalisation — le placement, le réglage et le cadrage des caméras, entre autres —, tandis qu'il prend pleinement en charge le côté artistique du film, c'est-à-dire la mise en scène et la direction d'acteurs,. Néanmoins, lors d'une visite sur le plateau, Édouard Molinaro, réalisateur d'Oscar et Hibernatus, trouve Louis de Funès en train de filmer, en costume d'Harpagon, assis sur la dolly, l'œil sur l'œilleton de la caméra,. Louis de Funès désigne sous le terme de « mise en scène technique » la part de travail de Girault. Bernard Ménez explique que Jean Girault « déterminait les cadres et les lumières avec précision » et son coréalisateur « gérait l'artistique » et « avait également tout pouvoir sur le script et ses éventuels débordements ». Le chef opérateur Edmond Richard reconnaît que le comédien « n'avait pas une technique solide » et va jusqu'à dire que « sur le plateau, De Funès a tout fait en ce qui concerne la mise en scène ! Girault lui donnait carte blanche ».
S'accaparant la direction d'acteurs, Louis de Funès veille notamment sur l'interprétation de ses partenaires, surtout les jeunes plutôt inexpérimentés ; il agit comme étant le « premier spectateur des comédiens, comme eux sont devenus mes premiers spectateurs aussi ». L'acteur-réalisateur dirige également les répétitions,. Pour Michel Galabru, « Louis dirigeait [les acteurs] de manière tout à fait amicale, en [les] traitant tous sur un pied d'égalité »,. D'après Claude Gensac, il ne dirigeait de fait personne, mais donnait seulement des conseils sur leur jeu à ceux qui lui en demandaient.

« C'est une coréalisation artistique, pas une coréalisation technique. Jean Girault a dirigé la technique à 80 %. Louis de Funès, comme tous les grands comiques, faisait très attention au cadre. Mais les mouvements de caméra ou la lumière étaient sous la direction de Girault. Il faut bien comprendre le plateau avec de Funès : il peut faire vingt-cinq, trente, trente-cinq prises en étant extraordinairement concentré. Ce sont des prises très studieuses, je ne le vois pas dire “coupez !” ou “action !”. »

— Christian Fechner.
La coréalisation entre Jean Girault et Louis de Funès se fait dans la lignée de leurs précédents tournages, où l'acteur s'imposait de plus en plus par rapport à son ami réalisateur. Leur fructueuse collaboration est en effet due à leur vision identique de la fonction de réalisateur comique, qui ne devrait que guider l'acteur — qui sait précisément comment provoquer les rires du public — et lui laisser une grande liberté de création. Louis de Funès réclamait un metteur en scène qui ne lui donne pas d'ordres et se contente « de le mettre sur les rails, de lui laisser faire ce qu'il a envie de faire ». Dans le même sens, alors que beaucoup de réalisateurs tiennent à ce que leur direction d'acteur soit strictement respectée, Jean Girault, lui, a la même conception que son acteur fétiche : il ne peut qu'accepter les idées de cet acteur « capable sur un coup de génie de transformer une scène banale en clou du film », et ne doit fournir qu'un sujet et un cadre technique lui permettant d'y évoluer selon ses idées et improvisations,. Ainsi, lors des tournages, il sollicite régulièrement l'acteur, pour se fonder sur ses inventions, et accepte la plupart de ses propositions, même si elles obligent à transformer le scénario et le découpage. Seules les limites techniques peuvent laisser le dernier mot à Jean Girault, par ailleurs reconnu pour ses qualités de technicien : il réclame seulement que soit respectée la cohérence du montage. Par exemple, il sera intraitable si l'entrée d'un personnage dans le plateau ne colle pas avec d'autres plans filmés quelques jours auparavant mais, à l'opposé, peut accepter de corriger plusieurs scènes du scénario pour une nouvelle idée de gag visuel.

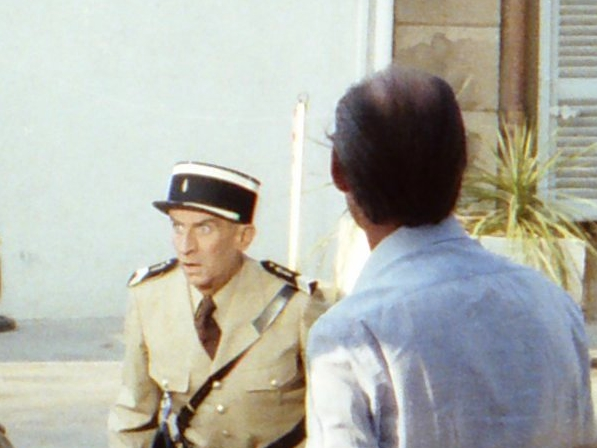
Louis de Funès observé par Jean Girault, lors du tournage du Gendarme et les Extra-terrestres, en 1978.

À l'époque de Jo, Jean Girault expliquait : « Louis, c'est le moteur, un moteur pétaradant aux reprises nerveuses ; moi, je suis le frein. On s'engueule souvent, comme les gens qui s'aiment bien, mais l'on est jamais en froid — ça, c'est réservé aux indifférents. » Devenus coréalisateurs sur L'Avare, la relation entre les deux ne change pas : alors que Louis de Funès multiplie les idées pour son jeu ou celui de ses partenaires en plein tournage, Jean Girault refrène les trouvailles de l'acteur-réalisateur, en invoquant les problèmes de montage. Par rapport à leurs précédents films, le montage doit être encore plus rigoureux puisque, pour s'assurer de respecter le texte de Molière, aucune scène ou réplique ne peut être altérée, supprimée ou déplacée. Michel Galabru raconte : « Louis voulait faire de la mise en scène mais il en ignorait les principes. À tout moment, il harcelait Jean Girault qui, lui, savait : “Je veux qu'on fasse ceci ou cela”, demandait-il. Or, techniquement, tout n'était pas possible. » Cela peut entraîner quelques querelles dérisoires entre ces vieux amis ; Galabru rapporte par exemple : « Un jour, j'ai vu Girault lui dire, alors qu'il lui expliquait ce à quoi il pensait, “Et alors, je monte comment ?” De Funès n'a dit rien et il est retourné de son côté. Quand il a eu le dos tourné, Girault a vu que je le voyais et a fait une grimace de gosse derrière le dos de de Funès. »

« Cela est possible avec Jean Girault. Il y a une très bonne entente entre nous. Pour Le Gendarme, j'avais aussi adopté ce principe de participation aux différents stades du tournage ou du montage. Je faisais des suggestions. C'était valable ou cela ne l'était pas, mais on en discutait, on échangeait nos propres idées sur tel point. Je crois avoir une assez bonne compréhension du montage et du rythme d’un film. Un film comique, bien entendu. Car pour les dramatiques, il y a des temps que je connais moins, que je sens beaucoup moins. »

— Louis de Funès, 1979,
Sur L'Avare, Louis de Funès a totalement l'ascendant sur son coréalisateur. Florence Moncorgé-Gabin, scripte de quatre films de Jean Girault, dont deux sans de Funès, explique que « Louis se dirigeait lui-même. Girault ne s'occupait que des aspects techniques ». Christian Fechner relate que « Louis pouvait exiger jusqu'à trente-cinq prises s'il le désirait, et Girault se soumettait » mais reconnaît que « c'est lui qui concevait le cadre, disait “action !” ou “coupez !”. Ça, Louis le lui laissait ! » ; le producteur va même jusqu'à parler d'un « rapport de dominant à dominé » entre les deux. La journaliste Danièle Heymann explique « la sûreté technique [de Jean Girault] apaise ses angoisses ».
De plus, Jean Girault n'est pas très à l'aise avec le texte classique qu'il doit tourner, à l'opposé de ses comédies populaires habituelles : Claude Gensac avoue que « la moitié du temps, il venait quêter auprès de Galabru ou de moi la signification de telle ou telle expression chez Molière »,.

#### Dans le désert du Sahara, en Tunisie, pour la scène finale
Les derniers plans du film, imaginés par Louis de Funès, montrent Harpagon tirant sa cassette dans le sable d'un désert. Christian Fechner pense tourner cette courte scène dans la Mer de sable d'Ermenonville dans l'Oise,. Louis de Funès a une ambition plus coûteuse, désirant tourner dans l'oasis tunisienne de Nefta, qu'il avait découverte lors du service militaire au titre de la coopération de son fils Patrick, et dont la beauté l’avait séduit,. Le producteur, d'abord réticent, cède au caprice de l'acteur, en reconnaissant que le film sera de toutes façons rentable et qu'un tournage en Tunisie ne peut être qu'agréable.

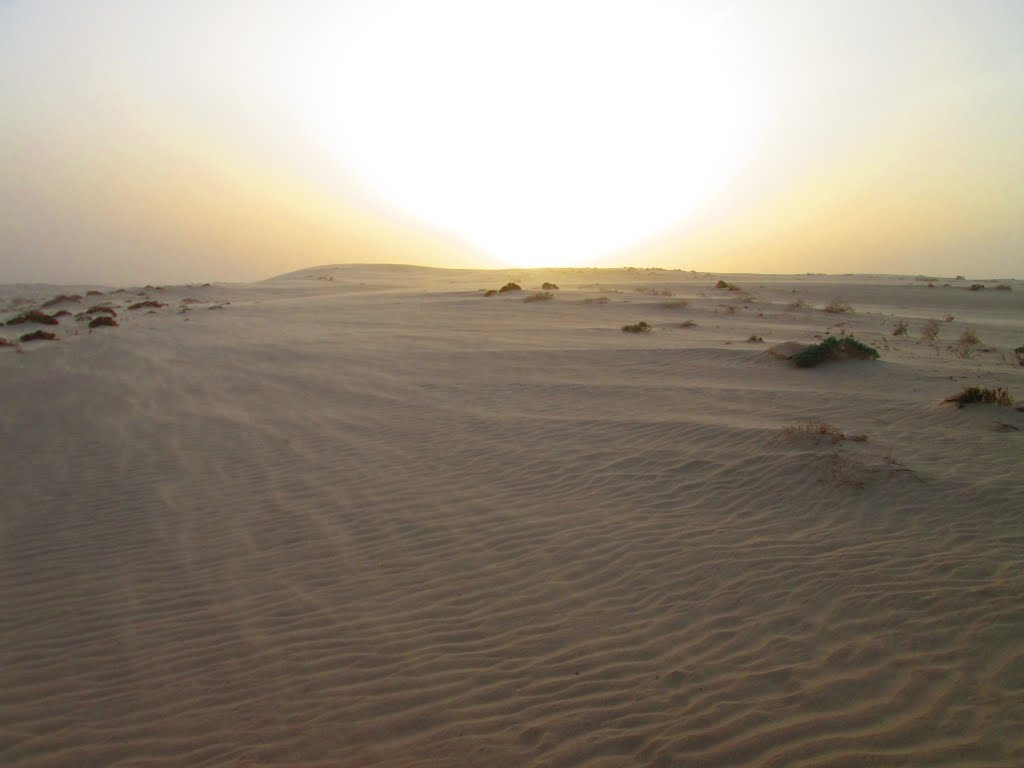
La séquence finale de L'Avare est tournée dans des dunes du désert du Sahara proches de l'oasis de Nefta, en Tunisie.

Une Caravelle est affrétée spécialement pour Tozeur, avec Olivier de Funès comme copilote. Une équipe de vingt-cinq personnes fait le déplacement en Tunisie et séjourne au Sahara Palace de Nefta. L'oasis est alors protégé par d'importants dispositifs de police, en raison de la venue du président tunisien Habib Bourguiba, qui rencontre par ailleurs Louis de Funès et lui récite la tirade de Flambeau dans L'Aiglon d'Edmond Rostand,,. Le lendemain de leur arrivée, l'équipe tourne la scène finale de L'Avare dans un morceau de désert occupé quelque temps plus tôt par le tournage de La Guerre des étoiles,,. Louis de Funès traîne au bout d'une longue chaîne la cassette d'Harpagon, emplie de trente-quatre kilos de fausses pièces — le poids exact de 10 000 écus d'or,, l'acteur s'étant renseigné auprès de spécialistes de la monnaie. Il passe outre les conseils du cardiologue présent à ses côtés, qui refusait qu'il tire un tel poids. Des prises de vues sont également réalisées le lendemain puis toute l'équipe retourne à Paris. Quelques heures plus tard, une violente insurrection armée menée par des opposants au régime de Bourguiba, qui aurait pu empêcher le retour de l'équipe, a lieu dans la zone,.
Cette scène finale, d'une durée de 26 secondes, revient ainsi à 260 000 francs,,. Toutefois, lors de la projection des rushes à Paris, Louis de Funès est quelque peu déçu des images tournées : malgré son poids, la cassette ne s'est pas autant enfoncée dans le sable qu'il le souhaitait et Harpagon ne semble pas souffrir lorsqu'il la traîne, puisqu'elle glisse sans mal à la surface de la dune.

### Bande originale

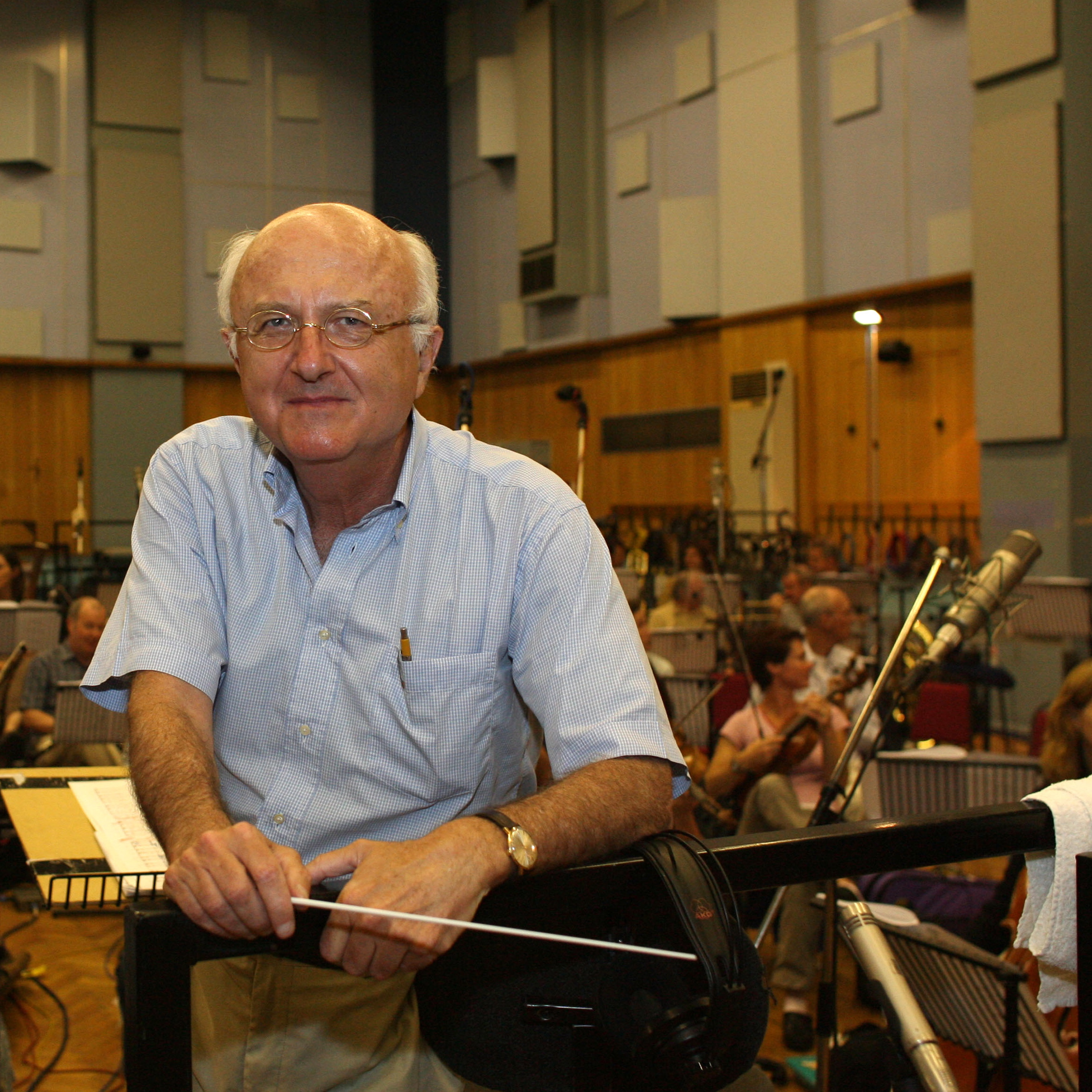
Vladimir Cosma était pressenti pour composer la bande originale de L'Avare, après Rabbi Jacob, L'Aile ou la Cuisse et La Zizanie.

Pour la bande-originale de L'Avare, Louis de Funès désire une composition néo-classique, proche du XVIIe siècle. Il ne reprend pas Raymond Lefebvre, collaborateur régulier de Jean Girault (sur les Gendarmes notamment), et fait plutôt appel à Vladimir Cosma, qui avait mis en musique Les Aventures de Rabbi Jacob, L'Aile ou la Cuisse et La Zizanie, et accepte avec enthousiasme. Cosma s'était déjà plongé dans l'étude des partitions des prestigieux compositeurs du Grand Siècle pour le thème néo-baroque de L'Aile ou la Cuisse,. Finalement, l'épouse de l'acteur, Jeanne de Funès, parvient à imposer avec entêtement un compositeur totalement inconnu, Jean Bizet, qui n'est autre que son professeur de piano. Le fait est révélateur du pouvoir décisionnaire du couple sur ses films, auquel personne ne peut s'opposer, que ce soit le producteur ou le réalisateur. Stéphane Lerouge, spécialiste de la musique de film, considère le choix de ce compositeur novice au cinéma comme « irrationnel » au regard de l'ambition du film.
Jean Bizet écrit pour L'Avare son unique composition pour un film,. Sa musique est peu marquante, et sert surtout à rappeler l'époque de l'intrigue, pour mettre le spectateur dans l'ambiance du XVIIe siècle. Pour ce faire, la composition de Jean Bizet est une musique de style baroque avec des instruments comme le violon, le clavecin, ou encore le piccolo.
À ce jour, la bande-originale de L'Avare n'a pas été publiée. Seul le générique du film est présent dans la compilation en CD Louis de Funès, bandes originales des films, vol. 2, publiée en 1998 et ré-éditée en 2007, avec les musiques de Pouic-Pouic, Le Grand Restaurant, Le Petit Baigneur, Le Tatoué, Sur un arbre perché, Les Aventures de Rabbi Jacob, L'Aile ou la Cuisse, La Zizanie et des chansons de La Grosse Valse,,.

## Exploitation et accueil

### Promotion et avant-premières
« Il est difficile de parler en toute sérénité d'une production qui vous écrase par un matraquage promotionnel à gros budget. »

— Le Quotidien de Paris, mars 1980
Alors que le tournage est en cours, le 24 décembre 1979, le journal de 20 heures de TF1 dévoile un extrait du film, avec des images tournées récemment : la scène entre Michel Galabru et Louis de Funès dans laquelle Harpagon demande « Pourrais-je savoir de vous, maître Jacques, ce que l'on dit de moi ? ».
Symbolisant l'union tant attendue du théâtre classique de Molière avec un cinéma comique français populaire, L'Avare influence la décision de l'Académie des arts et techniques du cinéma de remettre à Louis de Funès un César d'honneur pour l'ensemble de sa carrière lors de la 5e cérémonie des César, le 2 février 1980,,. Un extrait du film est projeté, un mois avant sa sortie en salles, après que l'acteur a reçu sa récompense des mains de Jerry Lewis,,.
À l'instar de L'Aile ou la Cuisse et La Zizanie, L'Avare bénéficie d'une promotion d'envergure avec un budget publicitaire de 800 000 francs, qui permet notamment une campagne d'affichage massive dans toute la France urbaine,.
Trois jours avant la sortie du film, Louis de Funès est invité dans Les Rendez-vous du dimanche sur TF1, l'émission de l'après-midi à large audience de Michel Drucker, où est diffusé la bande-annonce du film puis l'extrait déjà diffusé en décembre, également diffusé dans le journal de 20 heures d'Antenne 2 le même jour. Depuis L'Aile ou la Cuisse, l'acteur accepte de participer à la promotion de ses films, donnant de nombreuses interviews, au cours du tournage puis lors de la sortie du film. Avec Michel Drucker, il revient sur la création du film, ses inspirations, ses partenaires de jeu et sur l'important traitement médiatique de son film.
En effet, la sortie du film est l’événement culturel majeur du moment, massivement couvert par la presse,. Dans Les Nouvelles littéraires, Jours de France, Le Quotidien de Paris ou encore France-Soir, les articles sur le film s'étalent sur de pleines pages, tandis que Louis de Funès est en une de L'Express en Harpagon, aux côtés du buste de Molière,. L'acteur apparaît également dans Monsieur Cinéma le 15 mars.

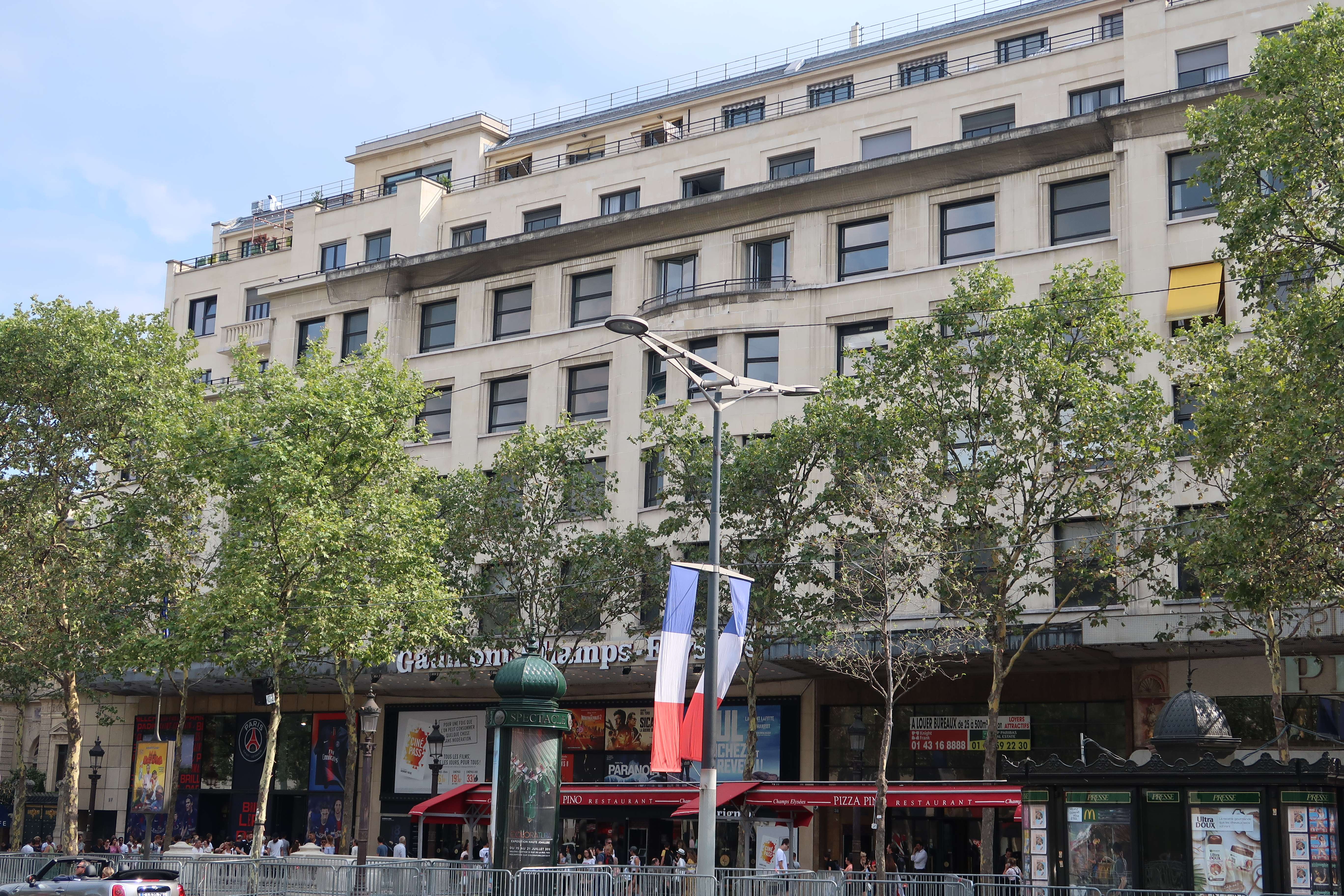
La principale avant-première a lieu à Paris au Marignan-Concorde.

Depuis l'annonce du projet, l'intrusion de l'acteur populaire et commercial qu'est Louis de Funès dans le domaine de la culture savante que représente Molière est largement commentée par la presse, qui critique aussi l'ampleur des moyens publicitaires et la sortie simultanée du film sur 210 écrans. La plupart de ses déclarations sont commentées et vivement critiquées, notamment lorsqu'il affirme plusieurs fois « Je me demande si Molière n'a pas écrit L'Avare en pensant à moi », entraînant des réponses violentes, le qualifiant de « prétentieux », comme Télérama qui écrit « Ce M. De Funès cousu d'or ose s'attaquer à Molière… ».
Le producteur Christian Fechner n'a toutefois pas organisé de projections pour la presse avant la sortie du film, comme c'était le cas pour L'Aile ou la Cuisse, sauf pour quelques journalistes proches de Louis de Funès. Une avant-première mondiale a lieu le 29 février, au cinéma Le Colisée du Havre, où l'acteur principal ne se rend pas. Une autre avant-première, offerte par France-Soir à ses lecteurs, est organisée le 4 mars, dans les deux salles, pleines, du Marignan-Concorde, sur les Champs-Élysées : Louis de Funès assiste aux séances, inquiet du résultat, sans se montrer au public, et constate avec joie que les spectateurs rient bien mais sont aussi silencieux et attentifs pendant les scènes « sérieuses ».

### Un accueil critique mitigé
« Il y a deux pièces dans L'Avare, une farce et une tragédie. Une tragédie qui joue sur le mot d'avare : au XVIIIe siècle, l'avare n'est pas celui qui veut garder ce qu'il a, mais celui qui en veut toujours davantage. Harpagon n'est pas un homme pauvre, il a une maisonnée, un carrosse. Et la rivalité de ce milliardaire vieux et de son fils auprès de la même femme est un sujet terrible. De Funès a réussi à rendre cette double dimension : il est grave par moments, et il y a aussi les fioritures gestuelles, les mimiques qui lui sont propres. Mais pourquoi pas ? Le jeu dit classique a été inventé au début du XIXe siècle par opposition au jeu romantique. Je crois que De Funès s'est comporté en bon élève de Stanislavski, et qu'il a joué aussi le sous-texte. Je l'en félicite, c'est un tour de force. »
— Jean Duvignaud, critique de théâtre.
L'Avare reçoit un accueil très contrasté de la critique, plus que tout autre film de Louis de Funès, puisqu'une partie de la critique ne tarit pas d'éloges tandis que l'autre attaque très violemment le film et son interprète principal coréalisateur. Étonnamment, des critiques ou des publications qui lui ont souvent été favorables étrillent le film, alors que d'autres qui étaient d'habitude virulents à son égard expriment cette fois-ci des avis positifs. Pour la première fois de sa carrière, le comédien craint véritablement l'avis des critiques professionnels, parce qu'ils vont juger son travail de coréalisation mais surtout car il tient à ce que sa fidélité à l'œuvre de Molière soit reconnue. Jusqu'alors, l'acteur ne lisait pas les critiques, souvent trop violentes envers lui,.
Dans France-Soir, Robert Chazal, soutien indéfectible de Louis de Funès, dont il est l'ami et le biographe, parle d'une « adaptation feu d'artifice »,. Jean-François Revel, futur académicien, consacre son éditorial dans L'Express au film et titre « Un classique sans viol ». Dans une critique très élogieuse, il rappelle que « le jeu de Molière était très chargé » et soutient que Louis de Funès « est même un Harpagon plus complet que Charles Dullin » — le comparant à un comédien considéré comme le « père » des interprétations modernes d'Harpagon — et conclut : « Louis de Funès et sa troupe jouent à mon avis L'Avare aussi bien qu'il est possible de le faire, et jamais autrement qu'on ne doit le faire : comme une comédie à l'état pur, une comédie un peu grosse, trop grosse pour véhiculer d'autre intention que de faire rire. Tout Molière n'est pas dans L'Avare mais tout L'Avare est dans le film de Louis de Funès ». Le Point applaudit : « Ces noces de la grande littérature et du spectacle plébéien réjouissent l’esprit. Molière se déscolarise, de Funès le popularise. Bravo ! »,. Le journal La Croix titre « De Funès est aussi un grand metteur en scène » et évoque « un modèle d'intelligente transposition cinématographique d'une comédie classique ». Dans Les Nouvelles littéraires, Michel Boujut et Roland Topor éreintent durement le film alors que, quelques pages plus loin, Georges Charensol en tire une critique positive,. Topor condamne l'aspect trop commercial du film : « Voilà du culturel propre, sans douleur, sans odeur et d'une saveur à peine discernable. C'est le film-suppositoire idéal pour la famille, il ne dérange personne ».
Fait rare et presque unique, le jeu d'acteur de Louis de Funès est abondamment et finement analysé, la plupart des critiques s'attendant à ce que son immersion dans le théâtre classique lui donne l'occasion de s'éloigner de son répertoire habituel, qu'il change de jeu. Pour plusieurs critiques, ce n'est pas le cas. Dans Le Monde, Jean de Baroncelli exprime son dépit : « À deux ou trois reprises, une expression dramatique, une lueur de panique dans ce regard si bleu nous font croire que de Funès va changer de registre. Mais ce ne sont que de brèves, trop brèves notations. Le grand comédien avait fait surface. Sous les grimaces du pitre, il s'éclipse »,. De même, Fabienne Pascaud dans Télérama trouve qu'il « s'enlise dans la plus banale convention. Le gendarme de Saint-Tropez s'est tout simplement costumé »,. Avec une pointe de méchanceté, Le Canard enchaîné note que « Tantôt il traduit avec éclat la rapacité sourcilleuse ou colérique. Tantôt d'indigentes pitreries amènent à le surnommer Harpacon »,. Michel Perez pense également que Louis de Funès aurait dû abandonner son jeu traditionnel, qu'il n'a jamais apprécié,.
Dans Le Figaro, titrée « Un grand absent : Molière », la critique de Jean-Jacques Gautier, de l'Académie française, est très négative envers l'acteur et son film, bien qu'il ait été l'un de ses soutiens lorsqu'il faisait du théâtre : après avoir détaillé tout ce qu'il juge être des manquements à l'œuvre classique, l'académicien termine « C'est dommage (…) avec toutes les possibilités, les ressources, l'électricité, la furia burlesque et outrancière de Louis de Funès qui serait sans doute beaucoup mieux et plus drôle sous une autre direction que la sienne ». La revue Cahiers du cinéma, toujours virulente envers les films de l'acteur, constate avec joie le désintérêt du public pour son film,. Guy Dumur du Nouvel Observateur descend le film avec ironie,
De manière générale, la critique négative remet en question l'intérêt même du projet, et va jusqu'à reprocher à Louis de Funès une sorte de prétention d'avoir imaginé être capable de jouer et mettre en scène du Molière, à l'exemple de L'Humanité Dimanche qui proclame « un ratage, pour une raison toute simple : la comédie moliéresque est une chose trop sérieuse pour être laissée à des comiques »,,. Ainsi, l'attitude de la critique envers Louis de Funès pour L'Avare est à rapprocher de celles à l'égard de Raimu interprétant Le Malade imaginaire à la Comédie-Française en 1944 ou de Fernand Raynaud jouant Le Bourgeois gentilhomme en 1962, deux comiques s'étant essayés à l'œuvre de Molière. Dans L'Express, Jean-François Revel commentait : « Notre culture élitiste sort ses griffes et se drape dans sa dignité chaque fois qu'un comédien ayant réussi dans le divertissement populaire prétend interpréter un rôle du répertoire classique ».

### Un box-office décevant
L'Avare sort le 5 mars 1980 dans une combinaison importante de 210 salles en France, dont vingt-et-une pour Paris et vingt-et-une pour sa périphérie, soit un large circuit de distribution. La presse corporative qualifie de sortie « coup de poing » cette sortie parisienne dans quarante-deux salles. Ces méthodes de distribution encore récentes, qui consistent à tirer un grand nombre de copies pour sortir dans beaucoup de salles dès la première semaine, ont pour but de toucher d'emblée la majeure partie du public potentiel du film.
Lors de sa première semaine, le film attire 137 813 spectateurs à Paris et en banlieue, soit 15 % du total des entrées du 5 mars au 11 mars 1980, un résultat plutôt convenable mais sans plus. Le Film français commente amèrement : « La plus grosse combinaison de sortie jamais utilisée à Paris aboutit à un score de 11 000 entrées supérieur, à peine, à celui que réalisait en février 1979 Le Gendarme et les Extra-terrestres, (…) qui était sorti sur presque moitié moins de salles (vingt-quatre) ». Le film sort pourtant en période de vacances scolaires d'hiver, propice aux films familiaux. Durant sa deuxième semaine, le film perd 12 % de ses entrées parisiennes. La quatrième semaine voit la sortie du nouveau film avec Jean-Paul Belmondo, Le Guignolo, qui écrase la concurrence, avec 37 000 entrées pour son seul premier jour. En comparaison, les résultats du premier jour respectif de L'Avare, Star Trek, le film et 1941 réunis équivalent à 36 000 entrées. Avec ses quarante salles parisiennes, Le Guignolo enregistre 274 697 entrées en une semaine, soit le double de la première semaine de L'Avare,.
Un bouche-à-oreille médiocre, associé aux mauvaises critiques, fait qu'au fil des semaines le box-office hebdomadaire de L'Avare chute conséquemment. Ces scores peu encourageants, « très en dessous des chiffres escomptés par ses producteurs », sont soulignés avec insistance par la presse. Le film reste douze semaines à l'affiche des salles d'exclusivité parisiennes,. L'énorme budget du film est amorti par les recettes françaises des douze premières semaines. Au 31 décembre 1980, L'Avare enregistre un total de 2 411 750 entrées, et est le 5e film ayant attiré le plus de spectateurs au cours de l'année, derrière Kramer contre Kramer (février), Les Sous-doués (avril), Le Guignolo (mars) et la ressortie des 101 Dalmatiens (décembre).
| Semaine | Semaine                    | Rang | Entrées | Cumul           | Salles | no 1 du box-office hebdo.                                |
| ------- | -------------------------- | ---- | ------- | --------------- | ------ | -------------------------------------------------------- |
| 1       | 5 mars au 11 mars 1980,    | 1er  | 137 813 | 137 813 entrées | 42     | L'Avare                                                  |
| 2       | 12 mars au 18 mars 1980,   | 1er  | 120 218 | 258 031 entrées | 41     | L'Avare                                                  |
| 3       | 19 mars au 25 mars 1980    | 3e   | 76 001  | 334 032 entrées | 41     | Star Trek, le film (1re sem., 37 salles, 99 348 entrées) |
| 4       | 26 mars au 1er avril 1980, | 6e   | 42 697  | 376 729 entrées | 33     | Le Guignolo (1re sem., 40 salles, 274 697 entrées)       |
| 5       | 2 avril au 8 avril 1980    | 6e   | 30 285  | 407 014 entrées | 22     | Le Guignolo (2e sem., 41 salles, 171 753 entrées)        |
| 6       | 9 avril au 15 avril 1980   | 14e  | 17 497  | 424 511 entrées | NC     | Le Guignolo (3e sem., 41 salles, 101 495 entrées)        |
| 7       | 16 avril au 22 avril 1980  | 20e  | 11 897  | 436 408 entrées | NC     | Le Guignolo (4e sem., 41 salles, 68 979 entrées)         |

| Semaine | Semaine                   | Rang | Entrées | Cumul             | no 1 du box-office hebdo. |
| ------- | ------------------------- | ---- | ------- | ----------------- | ------------------------- |
| 1       | 5 mars au 11 mars 1980    | 1er  | 577 668 | 579 721 entrées   | L'Avare                   |
| 2       | 12 mars au 18 mars 1980   | 1er  | 532 446 | 1 112 167 entrées | L'Avare                   |
| 3       | 19 mars au 25 mars 1980   | 1er  | 355 637 | 1 467 804 entrées | L'Avare                   |
| 4       | 26 mars au 1er avril 1980 | 3e   | 197 664 | 1 665 468 entrées | Le Guignolo               |
| 5       | 2 avril au 8 avril 1980   | 3e   | 185 513 | 1 850 981 entrées | Le Guignolo               |
| 6       | 9 avril au 15 avril 1980  | 5e   | 105 059 | 1 956 040 entrées | Le Guignolo               |
| 7       | 16 avril au 22 avril 1980 | 5e   | 103 237 | 2 059 277 entrées | Kramer contre Kramer      |
| 8       | 23 avril au 29 avril 1980 | 7e   | 80 803  | 2 140 080 entrées | Kramer contre Kramer      |
| 9       | 30 avril au 6 mai 1980    | 12e  | 56 600  | 2 196 680 entrées | Les Sous-doués            |
| 10      | 7 mai au 13 mai 1980      | 11e  | 45 516  | 2 242 196 entrées | Les Sous-doués            |
| 11      | 14 mai au 20 mai 1980     | 17e  | 31 819  | 2 274 015 entrées | Les Sous-doués            |
| 12      | 21 mai au 27 mai 1980     | 25e  | 19 897  | 2 293 912 entrées | Les Sous-doués            |

À la fin de son exploitation en salles, le film enregistre 454 394 entrées sur Paris et sa périphérie et 2 433 452 entrées dans la France entière,. Sans constituer un échec commercial retentissant, L'Avare est un succès modeste face aux résultats habituels de Louis de Funès au box-office,, à l'exemple de son film précédent Le Gendarme et les Extra-terrestres qui, avec ses 6 millions d'entrées, était le no 1 du classement annuel français de 1979. Depuis le début de sa période de gloire, l'acteur n'avait connu qu'un seul score plus faible : 1,6 million d'entrées pour l'insolite Sur un arbre perché (1971).
En définitive, l'adaptation de l'œuvre de Molière par Louis de Funès et Jean Girault affiche des résultats décevants alors que l'année 1980 a vu les succès de nombreuses comédies françaises comme La Boum, Les Sous-doués, Inspecteur la Bavure ou Le Guignolo. L'Avare parvient à la treizième place du classement des films sortis en France en 1980. L'essentiel des entrées est principalement dû à la réputation de l'acteur et à sa base solide d'admirateurs qui viennent en salles dès lors qu'il est à l'affiche, tandis que le bouche-à-oreille n'a par la suite pas fonctionné, en raison des défauts du film.
Claude Gensac rappelle aussi que beaucoup de Français ne gardent qu'un souvenir scolaire de Molière, qu'ils ont étudié avec ennui en classe, ce qui expliquerait le peu d'intérêt du public pour cette énième adaptation de son œuvre. L'insuccès de L'Avare funésien rejoint ainsi une lignée d'adaptations théâtrales réalisées dans les années 1980 et que le public boude, avec, d'après Molière, Les Fourberies de Scapin (1980), Le Bourgeois gentilhomme (1982) et La Folle Journée ou le mariage de Figaro (1989) de Roger Coggio, Le Tartuffe de et avec Gérard Depardieu, Monsieur de Pourceaugnac (1985) de Michel Mitrani et, d'après Marivaux, Les Fausses Confidences (1984) de Daniel Moosmann.
Alors qu'il dominait le box-office français dans la seconde moitié des années 1960, Louis de Funès est désormais battu par Jean-Paul Belmondo (devenu commercialement plus puissant), avec certes moins de films chaque année à son actif, et dans un contexte d'hégémonie du cinéma américain, que ce soit des superproductions telles que Apocalypse Now et Alien ou des films d'auteur comme Manhattan de Woody Allen ou Kramer contre Kramer.

### Exploitations ultérieures

#### Sorties à l'étranger

Titre allemand du film.

En raison de la popularité internationale de Louis de Funès, L'Avare sort également à l'étranger, notamment en Allemagne de l'Ouest le 27 mars 1980 sous le titre « Louis, der Geizkragen » (dans la lignée des déroutantes habitudes des distributeurs allemands), aux Pays-Bas le 10 juillet 1980 intitulé « De Vrek », et au Portugal le 28 novembre 1980 nommé « O Avarento ». Le film connaît également des sorties en Espagne et en Argentine (El avaro), en Grèce (O megalos tsigounis), en Bulgarie (Скъперникът), en République tchèque (Lakomec), en Hongrie (A fösvény), en Pologne (Skapiec), en Roumanie (Avarul) et en URSS (Скупой). Le titre employé dans les pays anglophones est « The Miser ». En Allemagne de l'Ouest, L'Avare n'attire que 880 000 spectateurs, un score qui contraste sévèrement avec celui du Gendarme et les Extra-terrestres et ses 5,6 millions d'entrées outre-Rhin l'année précédente. En Espagne, le film fait 434 586 entrées.

#### Diffusions à la télévision française
La première diffusion de L'Avare à la télévision a lieu en mars 1983 sur FR3, en hommage à Louis de Funès mort en janvier de la même année. À l'inverse des autres films de l'acteur, L'Avare est peu rediffusé. Le film passe notamment le lundi 7 janvier 1991 sur FR3, en première partie de soirée (20 h 40), vu par 3,97 millions de téléspectateurs. France 3 le rediffuse l'après-midi du 5 avril 1999. Il passe une nouvelle fois sur la chaîne le 27 janvier 2003, en troisième partie de soirée, à la suite du documentaire Louis de Funès, la comédie humaine. Il est ensuite diffusé le 18 décembre 2003 sur Téva, à 20 h 50,. TMC le programme le 20 décembre 2004 en soirée dans le cadre d'un « mois Louis de Funès ». Téva rediffuse le film le 10 décembre 2007 à 21 h 55. À l'occasion d'un « cycle Louis de Funès », Paris Première le diffuse le 19 juin 2008, à 20 h 50. Le film connaît deux diffusions rapprochées les 4 et 12 août 2008 sur Téva, à 20 h 45. La chaîne pour enfants Gulli le programme le 3 février 2009 à 20 h 35. TMC le rediffuse le dimanche 25 décembre 2011 en seconde partie de soirée, après La Zizanie. Gulli le rediffuse le 13 septembre 2012 à 20 h 45, réunissant 170 000 spectateurs,,. Le film est régulièrement diffusé sur Ciné+ Famiz, les droits étant détenus par Studiocanal. À la mort de Michel Galabru en janvier 2016, plusieurs chaînes modifient leur programmation pour lui rendre hommage, et Ciné+ Famiz diffuse alors Papy fait de la résistance puis L'Avare le mardi 5 janvier en soirée. Une faible audience de 392 000 spectateurs suit la diffusion du film le dimanche 5 septembre 2021 à 21 h 5 sur la chaîne C8 du groupe Canal+.

#### Éditions vidéo
L'Avare sort d'abord en VHS, avec notamment une édition CVC en  1989. En 1995, la VHS de L'Avare constitue le no 4 de la collection « Les grands comiques », avec celle de Ah ! les belles bacchantes. Par la suite, le film est présent dans plusieurs intégrales de VHS, en 2002 dans un coffret intitulé L'essentiel de Louis de Funès : 20e anniversaire incluant huit autres films, ainsi qu'en 2004 dans un coffret titré Louis de Funès : l'indispensable contenant au total douze films.
En 2002, le film sort en DVD chez Studiocanal. Ce dernier inclut une galerie de photos, une filmographie de l'acteur, les bandes-annonces et un documentaire making-of composé de témoignages de Christian Fechner, Michel Galabru, Claude Gensac et Michel Modo et de l'archive de l'interview de Louis de Funès par Michel Drucker.
En 2003, ce DVD est commercialisé dans un pack duo avec La Zizanie. En 2004, L'Avare constitue le no 10 de la collection « Comiques de légende ».
En 2009, le film est présent dans un coffret avec La Zizanie et Le Tatoué et dans une intégrale de huit films titrée L'essentiel de Louis de Funès.
L'Avare ressort ensuite en DVD en 2010, dans une remastérisation en haute définition. Cette édition reprend les bonus de celle de 2002. Ce DVD est par la suite présent dans plusieurs intégrales, dans un coffret l'associant à La Zizanie et L'Aile ou la Cuisse en 2011, dans un autre comprenant L'Aile ou la Cuisse et Pouic-Pouic en 2014, dans les rééditions de L'essentiel de Louis de Funès en 2015 et 2016, et dans un coffret de quatre films en 2017,. L'Avare sort tardivement en Blu-ray, en septembre 2020.

### Postérité

#### L'Avaredans la carrière de Louis de Funès

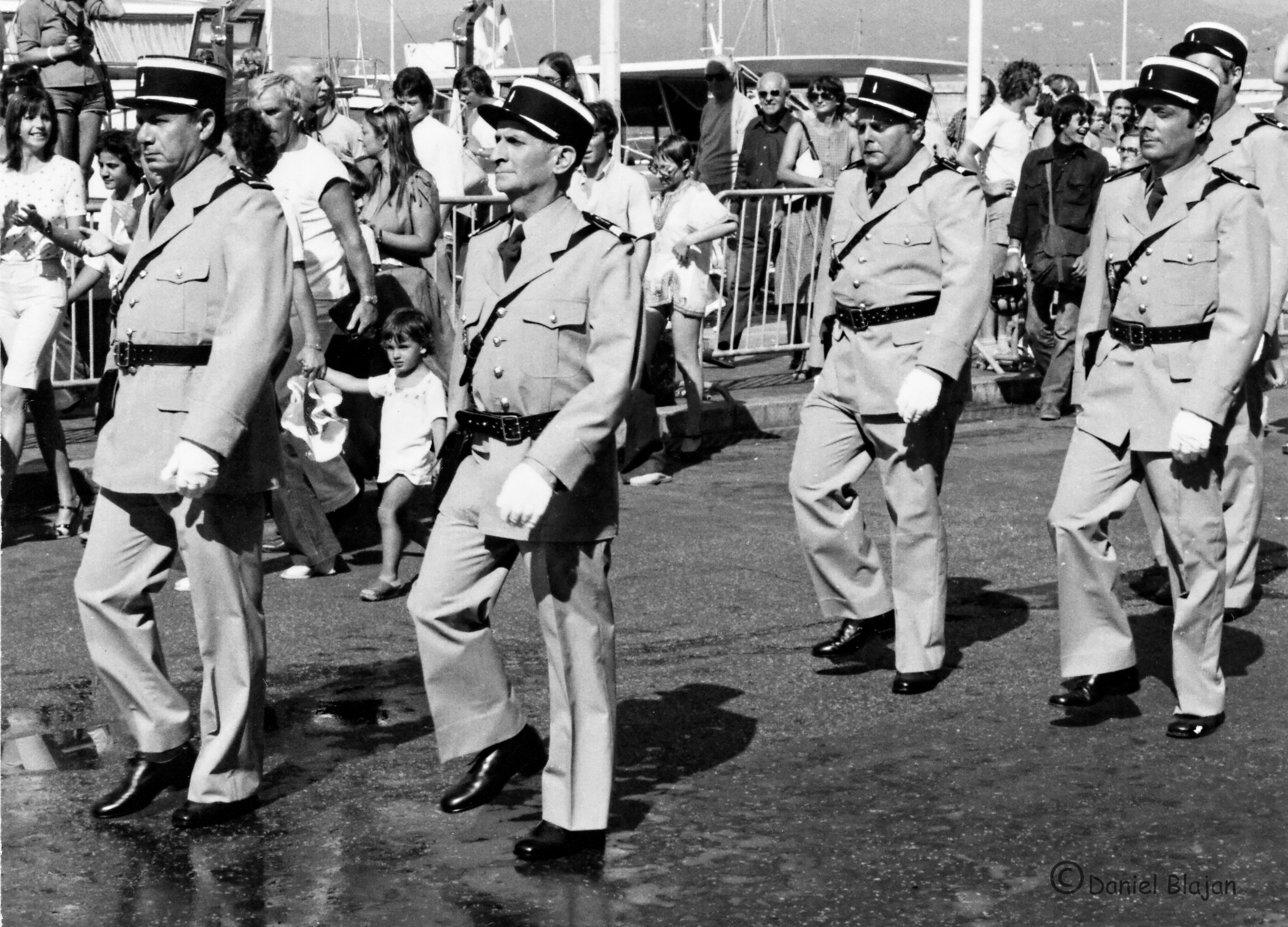
Le projet suivant de Louis de Funès est un nouveau « Gendarme » mettant en scène la vengeance des extra-terrestres du Gendarme et les Extra-terrestres.

Réalisation d'un vieux rêve, L'Avare est un film très personnel pour Louis de Funès, « pour ne pas dire obsessionnel » selon l'historien du cinéma Antoine de Baecque. Tourner son adaptation a été pour lui un vrai bonheur,. Il essuie donc avec amertume les critiques mitigées qu'on lui adresse. Quant aux résultats auprès du public, lorsqu'on l'interroge sur le « demi-succès » de L'Avare, il rétorque : « Comment ça un demi-succès ? On a fait 600 000 entrées, rien qu'à Paris », un chiffre par ailleurs erroné. En représailles aux avis négatifs, Louis de Funès annonce s'attaquer à « Monsieur Jourdain », personnage principal de la pièce Le Bourgeois gentilhomme, qui représente selon lui « l'expression de la bêtise humaine », sans suite. Interrogé par Michel Drucker lors de la promotion de L'Avare, il déclarait également avoir envie de jouer L'Avare sur scène, ce qui pourrait être un éventuel projet futur, malgré ses problèmes de santé. D'après Didier Tarot, cadreur sur ses ultimes films, l'acteur aurait dans ces années-là l'ambition « de reprendre et adapter au cinéma tous les grands classiques de Molière mais il avait une image et un comique trop populaire lui aussi pour pouvoir entreprendre cela. Mais c'était courageux de sa part de s'attaquer à quelque chose de beaucoup moins commercial ».
Dans l'immédiat, son prochain projet, annoncé lors du tournage de L'Avare, est un nouveau « Gendarme » provisoirement intitulé Le Gendarme et la Revanche des Extra-terrestres,.
Découvrant un roman de René Fallet, l'acteur s'oriente finalement vers son adaptation, qui aboutit à La Soupe aux choux, troisième film du contrat avec Christian Fechner, sorti en 1981. Par la suite, puisque les premières femmes entrent dans la Gendarmerie, Jean Girault, le scénariste Jacques Vilfrid et Louis de Funès planchent sur l'arrivée de femmes gendarmes dans la brigade de Saint-Tropez, au lieu d'un retour des extraterrestres :  Le Gendarme et les Gendarmettes sort en 1982, trois ans après Le Gendarme et les Extra-terrestres. Ultime aventure du gendarme de Saint-Tropez, il s'agit aussi du dernier film réalisé par Jean Girault, mort durant le tournage, et du dernier tourné par Louis de Funès, mort quelques mois après sa sortie.
Sur La Soupe aux choux et Le Gendarme et les Gendarmettes, Jean Girault et Louis de Funès continuent de partager ouvertement la réalisation comme ils l'ont fait sur L'Avare, le premier s'occupant des aspects techniques tandis que le second se consacre à la mise en scène et la direction d'acteurs.

#### Reconnaissance et popularité
L'Avare de Louis de Funès serait l'adaptation de Molière au plus grand succès commercial. L'Harpagon de Louis de Funès est l'une des plus célèbres interprétations du rôle, et aurait contribué à un regain de popularité de la pièce. Ainsi, des années après sa sortie, ce film est l'une des adaptations de Molière les plus souvent montrées dans les collèges et lycées lors qu'est étudiée son œuvre, en raison de la popularité toujours existante de l'acteur principal auprès des jeunes générations,,,. La plupart des manuels scolaires français illustrent la pièce par des photogrammes de Louis de Funès en Harpagon, « au point que son image éclipse bien souvent toutes les autres incarnations du personnage » selon l'universitaire Isabelle Calleja-Roque. Cette appui sur la version funésienne d'Harpagon intervient à une époque où la dimension comique des personnages de Molière est mise en avant auprès des élèves, alors que, jusque-là, primait chez les auteurs de manuels « la pensée que la grande comédie est avant tout sérieuse, et les personnages moliéresques des êtres ténébreux, inquiétants, voire tragiques ».
D'après Patrick de Funès, des professeurs de comédie emploient également des extraits du film pour guider leurs élèves vers une interprétation originale. Denis Podalydès, acclamé pour ses représentations de L'Avare à la Comédie-Française de 2009 à 2013, dit s'être inspiré, entre autres, de Louis de Funès pour sa propre interprétation d'Harpagon, tout comme Laurent Stocker ou Laurent Poitrenaux.
Le personnage d'Harpagon reste attaché à Louis de Funès. Dans l'épisode Les hormones de la série d'animation Il était une fois… la Vie en 1988, le « conservateur » de la glande thyroïde, réserve d'iode du corps, a les traits de l'acteur dans L'Avare et est très proche de son iode. Le personnage est doublé par Roger Carel et reprend le monologue d'Harpagon. Plusieurs répliques de la pièce sont reprises, telle que « Que la peste soit de l'avarice et des avaricieux ! ».
En 2021, L'Avare est le septième film de Louis de Funès le mieux noté sur Allociné.

## Analyse

### Contexte artistique
À la fin des années 1970, lorsque Louis de Funès se lance dans son projet d'adaptation de L'Avare à la télévision ou au cinéma, la production audiovisuelle française connaît un regain d'intérêt pour les adaptations de pièces de théâtre de Molière, notamment avec le succès critique et public du Molière (1978) d'Ariane Mnouchkine. Ses œuvres les plus célèbres sont alors régulièrement adaptées en téléfilms. Par exemple, à la même période, Roger Coggio s'engage dans la réalisation de deux films tirés des pièces de théâtre de l'auteur, Les Fourberies de Scapin (1980) et Le Bourgeois gentilhomme (1982), qui sortiront après L'Avare.
À la même époque, des mises en scènes originales modernes de certaines pièces de Molière font l'objet de querelles. Ainsi, quelques semaines avant la sortie de L'Avare dans les salles, la mise en scène de Tartuffe par Jean-Paul Roussillon à la Comédie-Française montre des policiers abattant Tartuffe à l'arme automatique, après un combat de kung-fu stylisé. À l'opposé, le Don Giovanni (1979) de Joseph Losey est considéré comme le modèle du chef-d'œuvre populaire : les milieux culturels sont et restent émerveillés par ses qualités et son succès, et félicitent d'avoir réussi à montrer l'opéra Don Giovanni de Mozart et da Ponte à un plus grand nombre de spectateurs français que jamais auparavant.
L'interprétation de L'Avare a toujours oscillé entre des versions dramatiques ou comiques, révélant le talent de Molière dans le mélange des registres. En 1979, Michel Bouquet s'illustre dans une interprétation « métaphysique » d'Harpagon, sombre, mélancolique et tourmenté, sans gesticulations, que l'on peut opposer à une version « physique » du rôle, mouvementée et au jeu énergique. Louis de Funès s'oppose à la vision dramatique de la pièce : « Je suis sûr que Molière était très drôle. Tout ce qu'il racontait était universel, et aurait pu être joué dans toutes les langues. Ce sont les dignitaires de la culture classique qui le rendent un peu ennuyeux. C'est justement parce que l'écriture est solide que l'on peut se permettre de l'interpréter de manières très différentes ».

### Inventions, mise en scène, influences
« Moi, j'ai été scrupuleusement fidèle à Molière. J'ai simplement ajouté quelques gags visuels à la pièce. »

— Louis de Funès, 1979.

« De cette adaptation commune il n'y a rien à dire, sinon que rigoureusement fidèle au texte de Molière, elle s'efforce d'en exploiter au maximum les ressources comiques. Cela ne va pas loin. On avance ici à pas prudents et d'une manière totalement empirique. Aucune idée générale, de l'invention au goutte-à-goutte. Soucieux d'éviter la monotonie du décor unique, Jean Girault nous transporte dans une rue, dans un jardin, et, chaque fois qu'il le peut, illustre par des images « mentales » ce qu'annoncent les dialogues. »

— Jean de Baroncelli, critique du film dans Le Monde du 8 mars 1980.
La mise en scène de Louis de Funès consiste essentiellement à agrémenter le texte de Molière d'idées visuelles, voire de scènes entières muettes,. La réalisation technique peu imaginative de Jean Girault, inhérente à tous ses films, n'enchaîne que de classiques champ-contrechamps ou plans larges-gros plans. La plupart des « trouvailles » funésiennes concernent le personnage d'Harpagon.
Le générique montre Harpagon en train d'enterrer sa cassette. Après la longue première scène d'Élise, Valère et Cléante, l'apparition d'Harpagon se fait dans une scène inventée, où à la messe, il évite puis fuit la femme qui fait la quête.
Certaines courtes scènes ou plans ajoutés sont destinés à mieux faire comprendre le texte et les références, un procédé que le critique Jean de Baroncelli désigne comme des « images mentales ».

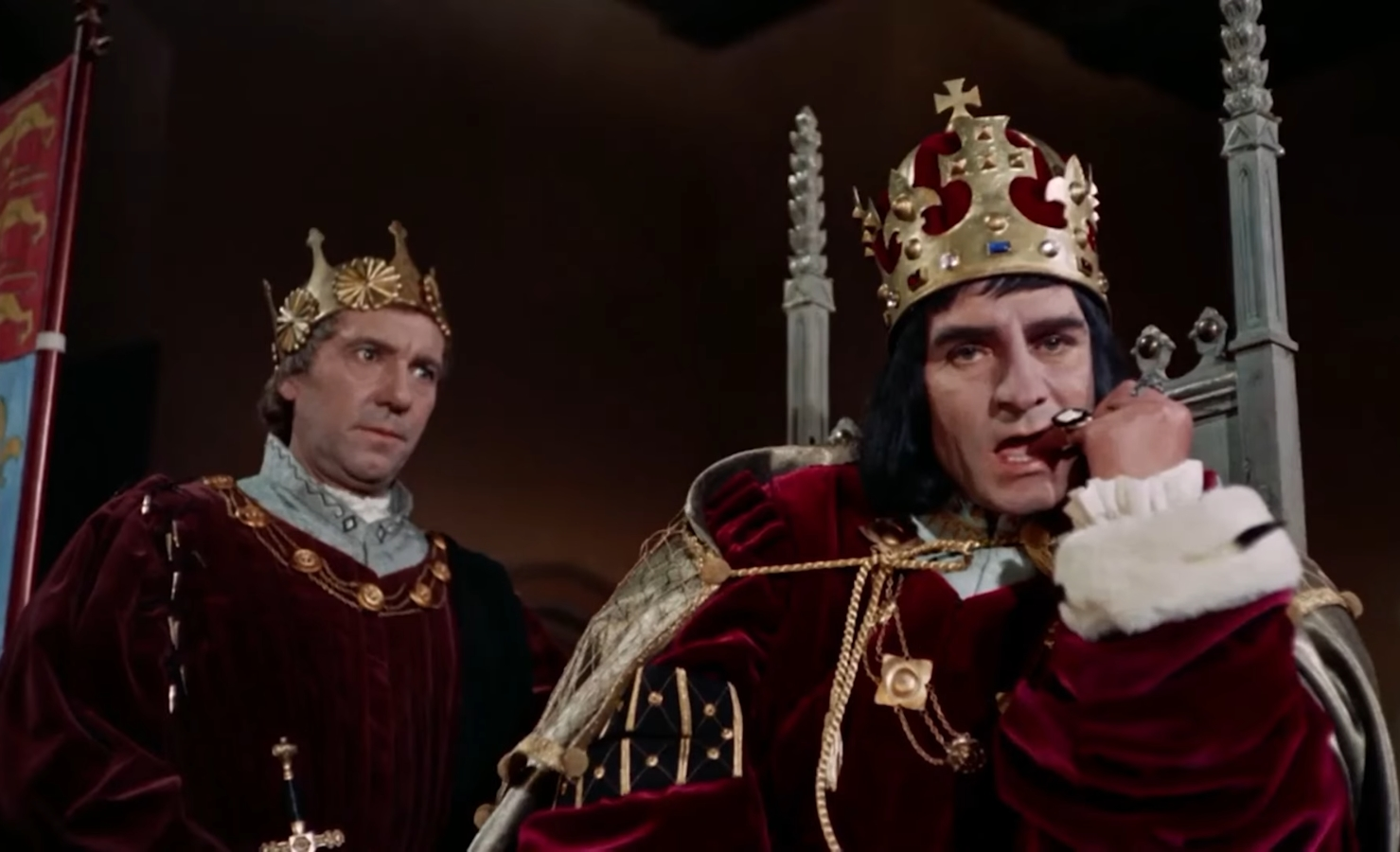
Laurence Olivier lance des regards caméra lors de ses apartés dans Richard III, principe repris pour L'Avare.

Les apartés, les répliques destinées au public et non aux autres personnages, sont prononcés en regard caméra par les comédiens, une idée que Louis de Funès tire de la prestation de Laurence Olivier dans Richard III (1955), adapté de la pièce de Shakespeare. Plusieurs éléments de la scène où Harpagon retrouve sa chère cassette, dont un jeu d'ombre au début, semblent inspirés de Nosferatu le vampire (1922) de Murnau, dont il possédait une copie pour la salle de projection de son château,.
L'ellipse entre les scènes 1 et 2 de l'acte II disparaît puisqu'on voit Harpagon puis Cléante et La Flèche se rendre chez maître Simon.
Le monologue de la cassette, lorsque Harpagon remarque sa disparition, comporte des inventions notables. Le trou de la cassette volée est aussi large qu'une tombe et Harpagon s'y allonge lors qu'il déclame « C'en est fait, je n'en puis plus, je me meurs, je suis mort, je suis enterré. N'y a-t-il personne qui veuille me ressusciter, en me rendant mon cher argent, ou en m'apprenant qui l'a pris ? », lançant un regard caméra sur la seconde phrase. La Merluche et Brindavoine interviennent sans dialogue dans un tour de magie moqueur. Un gag burlesque ponctue le moment où Harpagon fouille frénétiquement les recoins de sa maison : il tire un tiroir bien trop long pour le petit meuble dont il sort,. Enfin, pour prononcer les répliques directement adressées au public, Harpagon / Louis de Funès arrive sur une scène de théâtre, avec « le roi » comme spectateur,. Ce passage, presque avant-gardiste, est qualifié de « distanciation à la Giorgio Strehler » par Bertrand Dicale, autre biographe funésien.
Alors que Molière termine sa pièce par la réplique « Et moi, voir ma chère cassette », Louis de Funès invente une scène finale où, après avoir prononcé cette réplique, Harpagon part au loin avec sa cassette retrouvée, finissant par la traîner dans le sable d'un désert, où la quêteuse du début réapparaît et le poursuit,. Entretemps, le son de la sébile qu'elle agite revenait à plusieurs reprises dans le film. Danièle Heymann voit dans ce personnage et cette scène finale une allégorie de la Mort : « Tandis que sa silhouette noire émergeait de la dune, tandis que de loin on pouvait lire, dans la manière dont ce forçat insolite se hâtait, la certitude qu'il éprouvait enfin d'échapper enfin à la cupidité de ses contemporains, une ombre noire se profila à sa suite, à sa poursuite. Une quêteuse en noir secouant sa sébile. C'en était fait. Maintenant il savait : il pouvait toujours se hâter, toujours on en voudrait à son or. Et la femme en noir c'était la mort,. » Justifiant cet ajout final insolite, l'acteur-réalisateur affirme : « Je n'exagère pas, rappelez-vous les cris de désespoir et les imprécations d'Harpagon lorsque sa chère cassette a disparu : “Mon esprit est troublé et j’ignore où je suis et qui je suis et ce que je fais… On m'a privé de toi et puisque tu m'es enlevée j'ai perdu mon support, ma consolation, ma joie. Tout est fini pour moi et je n'ai plus que faire au monde. Sans toi il m’est impossible de vivre…”. »

### Coupes et modifications du texte original
Après avoir souvent coupé dans les dialogues qu'on lui écrivait ou largement modifié les scénarios de ses films, Louis de Funès est pourtant, pour son adaptation de L'Avare, intransigeant sur l'inaltérabilité du texte de Molière. Christian Fechner suppose que l'acteur, déjà conscient que chacune des « trouvailles » ajoutées dans son adaptation serait sévèrement jugée, craignait que des critiques lui reprochent en plus toute modification de l'œuvre originale s'il en opérait.
De fait, les scénaristes ont réalisé quelques coupes, notamment dans la scène 1 de l'acte II de la pièce, où La Flèche lit à Cléante le contrat d'usure conclu par maître Simon avec un prêteur anonyme, sans savoir qu'il s'agit d'Harpagon,. Ils suppriment quelques phrases juridiques et certains des objets sans valeurs — des « rogatons » — énumérés qu'Harpagon tente d'écouler dans son prêt abusif comme « un pavillon à queue, d'une bonne serge d'Aumale rose-sèche, avec le mollet et les franges de soie ». Une réaction de Cléante, « Comment diable ! quel Juif, quel Arabe est-ce là ? », disparaît également, la réplique étant par ailleurs fréquemment coupée par les metteurs en scènes contemporains. D'autres gros morceaux de texte disparaissent : la fin de la scène 5 de l'acte II, entre Harpagon et Frosine, et la première moitié de scène 1 de l'acte IV, la complainte de Cléante et Marianne. De petites phrases de transition sont aussi ajoutées.
Autre modification, une partie du texte de Frosine, jouée par Claude Gensac, est transformée pour introduire une courte scène de comédie avec Harpagon, inédite au théâtre. Lorsque celle-ci complote dans une auberge avec les jeunes, elle imagine « une vicomtesse que nous supposerions de la Basse-Bretagne », qu'elle présenterait à Harpagon pour qu'il abandonne son projet de mariage avec Marianne. Dans le film, la scène imaginée et décrite par Frosine est montrée à l'écran : dans sa maison, Harpagon se voit présenter une femme grande, voilée de blanc, à la présence fantomatique, il la contemple, s'immisce sous son voile pour la découvrir, en ressort horrifié, puis finit par être séduit lorsque Frosine lui promet qu'elle souhaite lui « donner tout son bien par contrat de mariage ». La description par la marieuse de la fausse « dame de qualité » passe du style indirect au style direct, puisqu'elle la présente à Harpagon :

« Attendez : si nous avions quelque femme un peu sur l'âge, qui fût de mon talent, et jouât assez bien pour contrefaire une dame de qualité, par le moyen d'un train fait à la hâte, et d'un bizarre nom de marquise, ou de vicomtesse, que nous supposerions de la Basse-Bretagne, j'aurais assez d'adresse pour faire accroire à votre père que ce serait une personne riche, outre ses maisons, de cent mille écus en argent comptant ; qu'elle serait éperdument amoureuse de lui, et souhaiterait de se voir sa femme, jusqu'à lui donner tout son bien par contrat de mariage ; et je ne doute point qu'il ne prêtât l'oreille à la proposition ; car enfin, il vous aime fort, je le sais ; mais il aime un peu plus l'argent ; et quand, ébloui de ce leurre, il aurait une fois consenti à ce qui vous touche, il importerait peu ensuite qu'il se désabusât, en venant à vouloir voir clair aux effets de notre marquise. »

— L'Avare de Molière, scène 1, acte IV.

« […] c'est une personne riche, outre ses maisons, de cent mille écus en argent comptant. Elle est éperdument amoureuse de vous, et souhaiterait de se voir votre femme, jusqu'à vous donner tout son bien par contrat de mariage… »

— L'Avare de Jean Girault et Louis de Funès, texte transformé, prononcé par Frosine (Claude Gensac).
Selon le biographe Jean-Marc Loubier, l'erreur fondamentale de Louis de Funès est « incontestablement d'avoir voulu porter à l’écran cette pièce qui ne peut se donner que sur les planches d'un théâtre où même un texte classique permet moultes libertés » ; avoir voulu conserver la quasi-intégralité du texte original est aussi un faux pas d'après lui car « il ne faut pas hésiter à se démarquer, quitte à trahir. De Funès a voulu rester fidèle, il a eu tort ». Pour le critique littéraire Frédéric Grolleau, le rendu est de ce fait « statique » et « verbeux ».

### Décors, accessoires et costumes

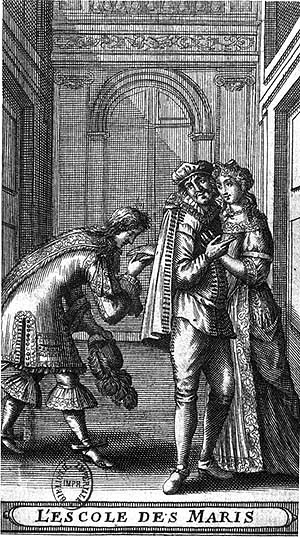
Lors de la lecture du contrat d'usure, on remarque le frontispice de l'édition originale de 1682 de L'École des maris sur l'un des murs.

Louis de Funès a donné des indications pour les décors et costumes. Chaque personnage se voit attribuer une couleur dominante pour ses costumes,, conçus dans des couleurs très contrastées, très vives, avec par exemple le vêtement d'Harpagon entièrement noir ou la robe de Frosine rose foncé. Les décors sont dans des teintes pastel un peu fanées,. L'association des couleurs des costumes et des décors doit donner « une impression de gaieté ». Il a tenu de plus à ce que l'action ne se limite qu'à un seul lieu, la maison d'Harpagon, construite en studio : « Molière a voulu faire rire en montrant le combat ridicule entre un avare et des jeunes gens. Il est hors de question d'aérer la comédie et de multiplier les lieux de tournage. Lorsque Hitchcock porte une pièce à l'écran, il en accentue le côté huis-clos. Nous ferons de même (…) »,,. De fait, de courtes scènes se déroulent à l'extérieur de la maison d'Harpagon, notamment au bureau du notaire maître Simon, dans une auberge, au tribunal et dans un lointain désert.
Louis de Funès va jusqu'à respecter le texte de Molière dans un détail précis : il souhaite que la cassette pèse le poids réel d'après les informations données dans la pièce. Il se renseigne auprès spécialistes de la monnaie, pour établir que les « dix mille écus d'or » indiqués dans le texte pèseraient 34 kg. L'acteur découvre ainsi que la vision traditionnelle d'Harpagon serrant sa cassette sous son bras trahit le texte original. Il montre donc plutôt dans son film un Harpagon traînant sa lourde cassette ou la portant difficilement.
La fidélité au texte est symbolisée dans les décors par la présence de reproductions agrandies de pages de l'édition originale de L'Avare de 1669 et des couvertures d'éditions scolaires de la pièce,. Après le générique montrant l'enterrement de la cassette, le film commence sur la première page de l'édition originale, en gros plan sur la première réplique de Valère, alors qu'elle est prononcée. La scène d'ouverture entre Élise et Valère a lieu dans une pièce aux murs tapissés de la couverture de l'édition des Classiques Larousse, un choix destiné à annoncer aux spectateurs que le film respecte complètement le texte original,,. Lors de la scène du tribunal, la couverture de l'édition des Classiques Vaubourdolle recouvre les murs. Au-delà de tout intérêt artistique, l'universitaire Guy Spielmann explique que cet effort de l'acteur-réalisateur de montrer ostensiblement son respect envers l'œuvre, son texte intégral et le sérieux de son projet, révèle sa grande peur d'être accusé par les critiques de « trahir » Molière.

Pages de l'édition originale de 1669 et couvertures d'éditions scolaires apparaissant dans le film.
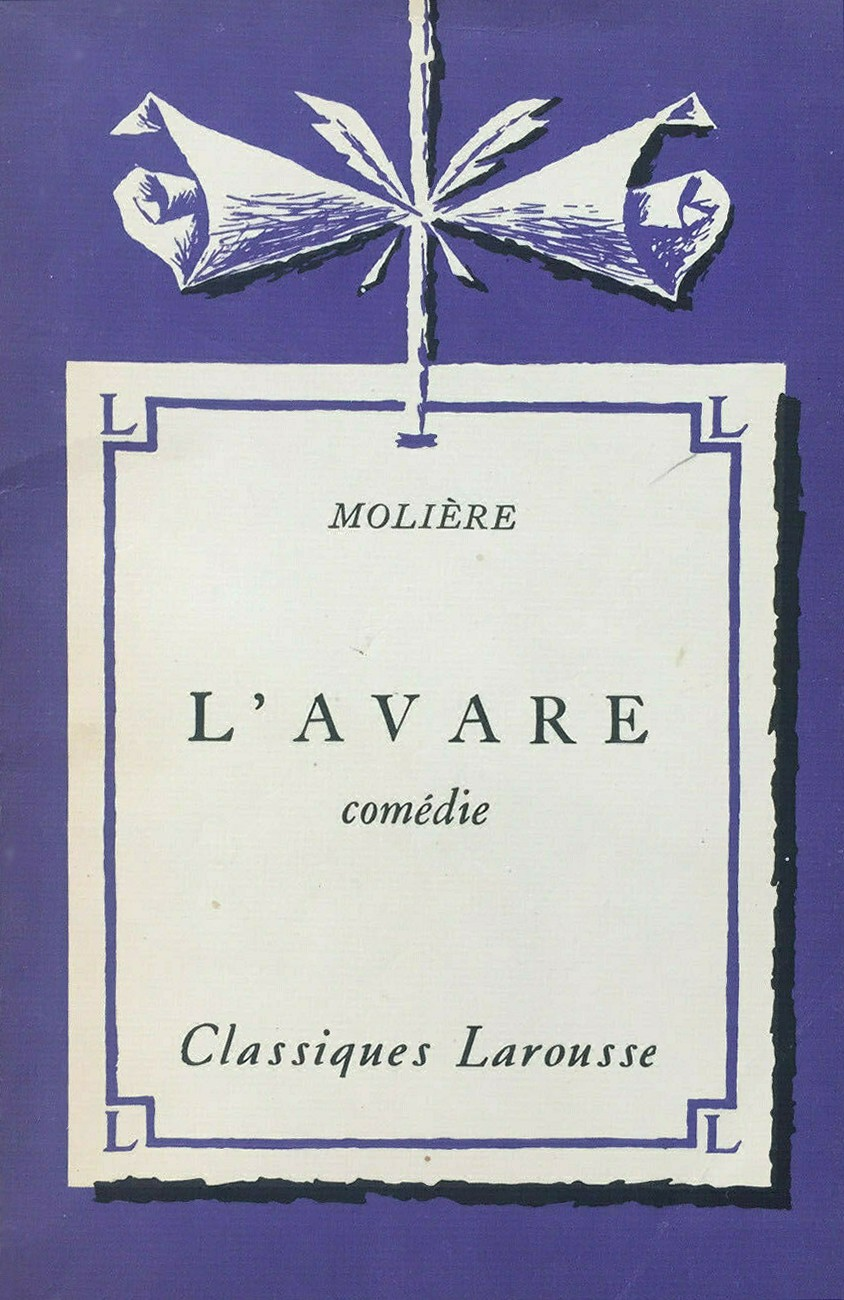
La première scène s'ouvre sur la première page de l'édition originale, pour montrer aux spectateurs le respect du texte de Molière.
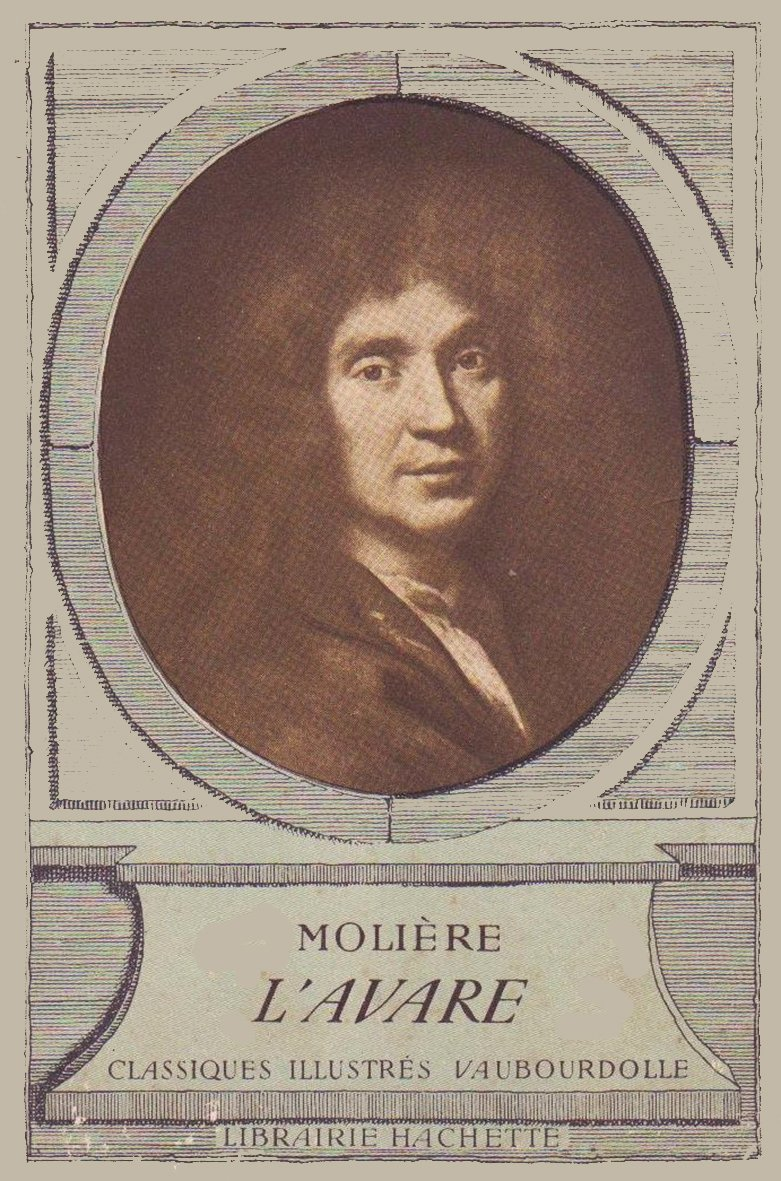
La couverture de l'édition des Classiques Larousse.
- La scène de la rencontre entre Harpagon et Marianne s'ouvre sur la première page de la scène 4 de l'acte III de l'édition originale.
- Autre page en décor de la rencontre entre Harpagon et Marianne.
- La couverture de l'édition des Classiques Illustrés Vaubourdolle.

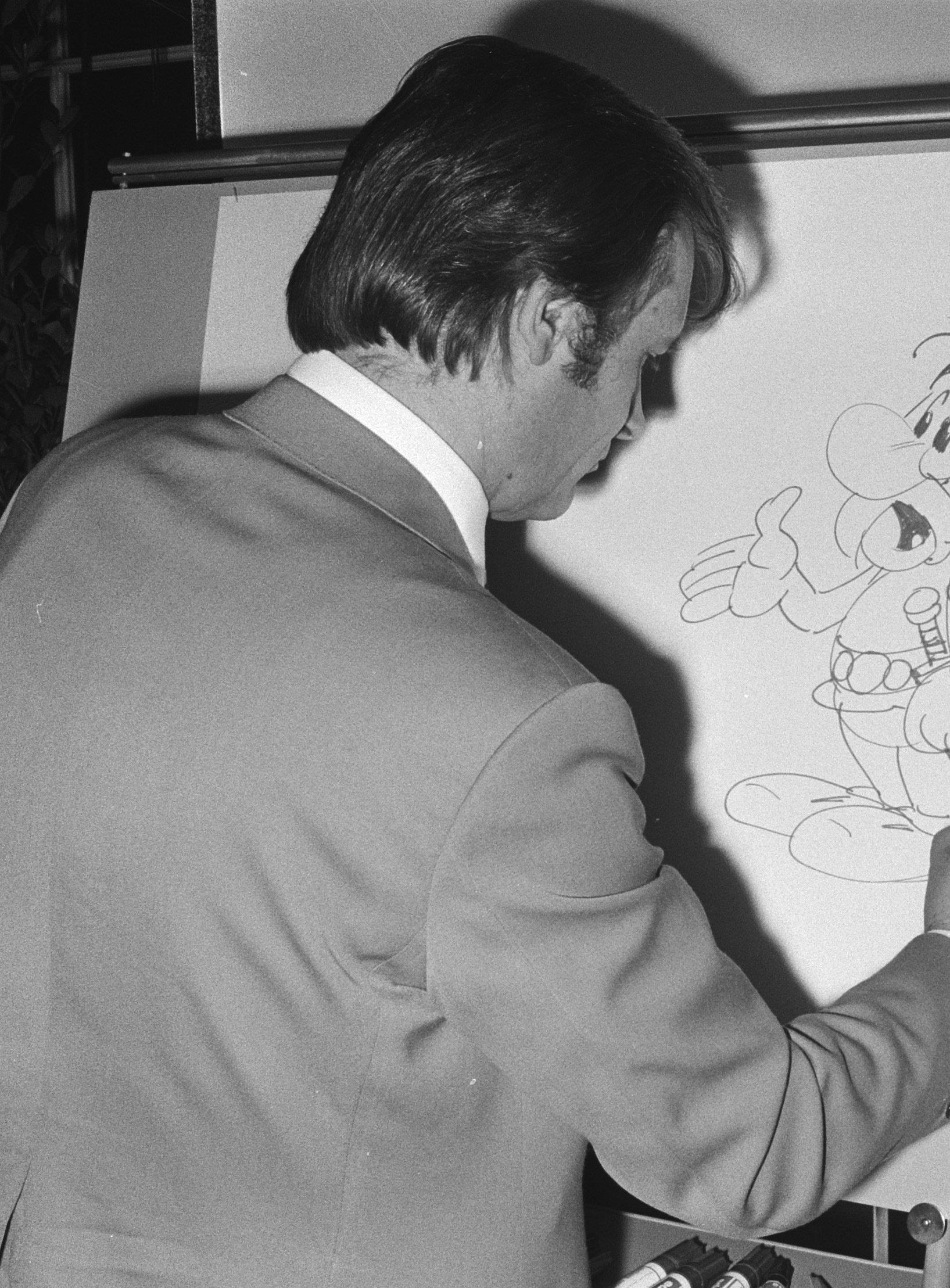
Sur demande de Louis de Funès, Albert Uderzo (ici dessinant Astérix en 1971) a dessiné les chevaux d'Harpagon pour une scène du film.

L'acteur-réalisateur a demandé à Albert Uderzo, dessinateur d’Astérix, de dessiner en taille réelle les chevaux d'Harpagon, pour la scène où maître Jacques montre à l'avare leur maigreur et refuse de les utiliser, tellement ils sont peu nourris. Uderzo accepta et réalisa « ce dessin de deux chevaux malingres, malades parce qu'affamés et pour cause, leur propriétaire était avare ! ». Il est aussi l'auteur des caricatures de Priam et Anchise qui apparaissent à l'écran lorsque Frosine décrit Marianne à Harpagon et lui fait croire qu'elle n'est attiré que par les vieilles personnes. Le dessinateur lui-même jugeait que l'idée de remplacer de véritables animaux par des dessins en taille réelle était « farfelue ». Pour Michel Galabru, cette invention — « un cheval qu'Uderzo avait fait si splendide qu'on ne pouvait pas avoir pitié » selon lui — fait partie des quelques « fautes très lourdes » commises par Louis de Funès dans son adaptation : « Je n'ai rien dit à l'époque mais il ne fallait pas qu'Uderzo dessine le cheval dans la scène de maître Jacques. Avec cette toile de fond, le monologue ne voulait plus rien dire et allait à l'encontre de l'évocation voulue par Molière. Le classique ne s'accommode pas trop de plaisanteries et de pastiches ». Toujours selon l'acteur, le décor était trop riche par rapport à l'avarice d'Harpagon : « d'une part, La Merluche disait “J'ai mon hauts-de-chausses tout troué par-derrière, et qu'on me voit, révérence parler…”, tandis que d'autre part, la cuisine était somptueuse avec partout des jambons et des bouteilles. L'avare ne peut pas avoir une cuisine aussi riche ».

### Interprétation et direction d'acteurs

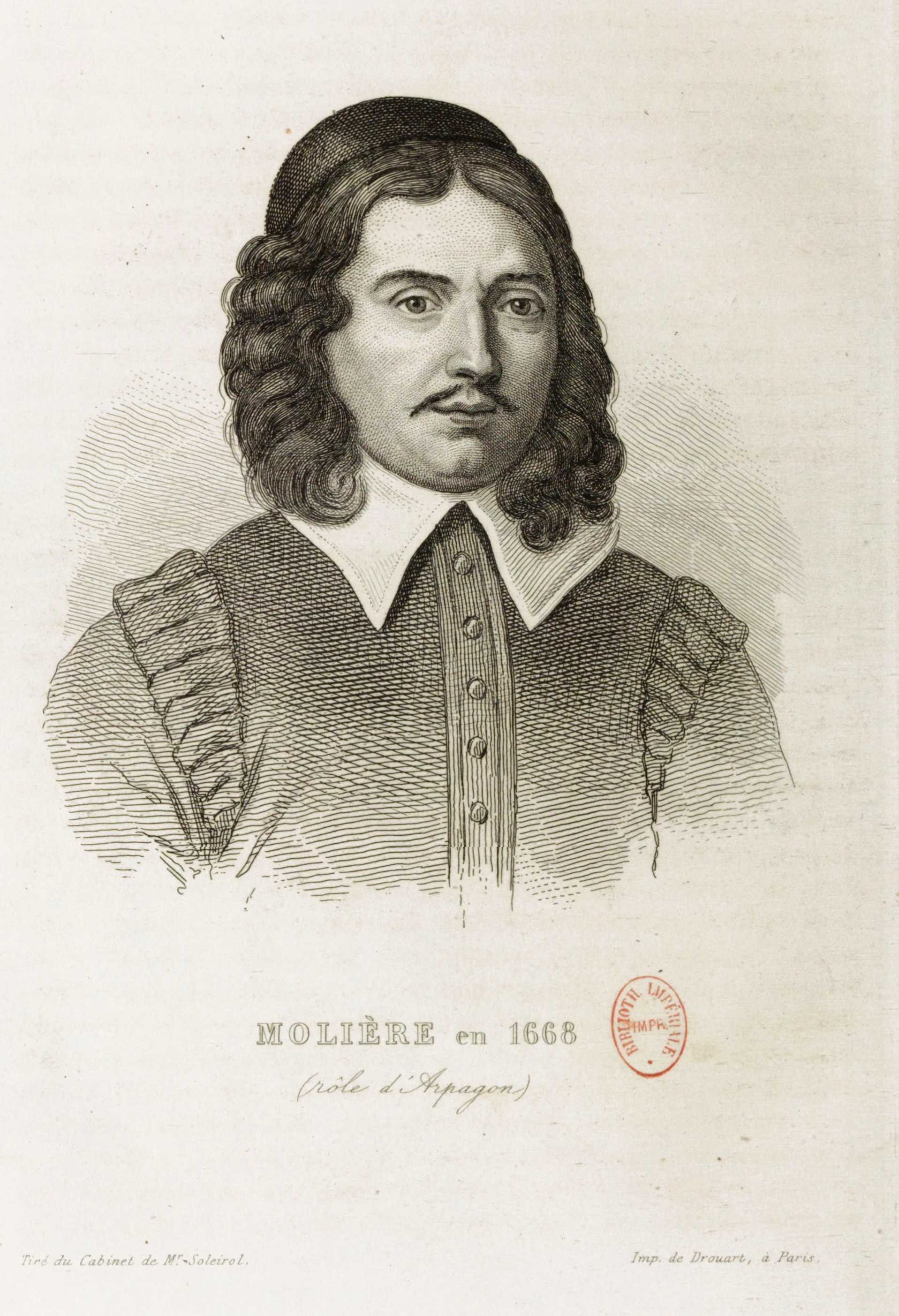
L'interprétation d'Harpagon par Louis de Funès est directement comparée à celle de Molière, ici dans le rôle en 1668.

L'intention de Louis de Funès est de jouer la pièce comme elle aurait été jouée à sa création, avec un jeu plein d'exagérations, comme le réclamait la commedia dell'arte. Louis de Funès et ses partenaires restituent la « richesse gestuelle » de la pièce, essentielle pour la rendre comique. Son interprétation donne un aperçu de la façon dont Molière, au jeu très chargé, la jouait. Lors de la promotion du film, il commenta néanmoins : « Je n'ai pas fait le dixième de ce qu'avait dû faire Molière. J'aurais même pu en faire plus, être plus frénétique. »
La présence de Louis de Funès dans le rôle d'Harpagon apparaît comme le seul véritable intérêt du film. L'universitaire Patrick Dandrey, spécialiste de Molière, considère que le choix de Louis de Funès dans le rôle d'Harpagon est parfait pour conserver la dimension farcesque de la pièce, car l'acteur, « par sa mimique, par son caractère d'immédiateté, ne pouvait être pris que pour un acteur de farce ; or, l'art de Molière, c'est de transcender la farce en caractère sans la renier ». Le journaliste Jean-François Revel estime que « peu de rôles classiques étaient donc davantage faits pour un acteur comme Louis de Funès, dont les ressources résident presque entièrement dans la mimique et les gestes. Dans L'Avare, le texte colle à l'expression corporelle et physionomique et, si drôle soit-il à lire, ce texte ne vit vraiment que par le jeu ; Louis de Funès ne s'est pas trompé en pensant que c'était un rôle pour lui ». L'apport de l'acteur est notamment pour Revel dans « les outrances de mimiques proprement funésiennes [qui] sont […] dans la logique du rôle : pour les spectateurs du XVIIIe siècle ce n'était pas seulement un droit, c'était un devoir que l'acteur en rajoute et leur en donne “pour leur argent”. Et de Funès fait merveille ».
En considérant que Louis de Funès a un « personnage de cinéma » bien défini qu'il reprend de film en film, le rôle écrit par Molière lui permet en comparaison de retrouver des attitudes d'autorité et de cynisme déjà présentes dans son personnage, et de forcer sur son aspect colérique et intraitable, mais l'empêche toutefois de se montrer tendre ou peureux comme peuvent l'apparaître à certains moments ses personnages.
Pour de nombreux observateurs et Louis de Funès lui-même, le personnage d'Harpagon constituait l'essence, la source, de son personnage de cinéma : un homme tyrannique, toujours en mouvement et en position d'autorité sur son entourage. Olivier Mongin, auteur d'un essai sur le « corps comique », voit le rôle comme l'« apothéose de son personnage, de ses rôles fétiches ». L'universitaire Guy Spielmann juge cependant que cette proximité entraîne une impression de « déjà-vu » par rapport à des scènes de ses films précédents, notamment La Folie des grandeurs, autre comédie en costumes.

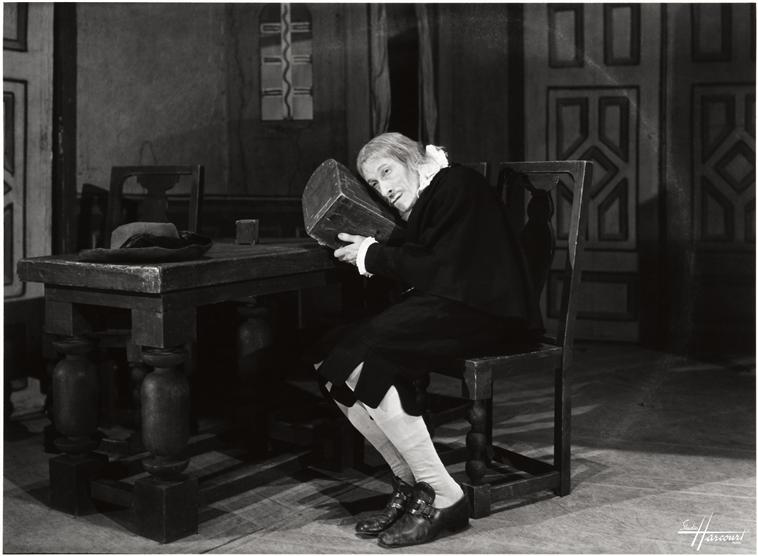
Les écrits de Charles Dullin sur la pièce, ici en Harpagon en 1944, inspirent l'interprétation et la mise en scène de Louis de Funès.

Selon Michel Galabru et Jean Girault, de Funès aurait été fortement inspiré par certaines attitudes de sa mère dans son interprétation d'Harpagon,. En revanche, il ne peut s'inspirer de précédentes interprétations scéniques de L'Avare, puisqu'il prétend n'avoir jamais vu de représentation de la pièce au théâtre, tout du moins au cours de sa carrière d'acteur, pour ne pas être influencé par un autre acteur,. Il s'est cependant fortement documenté, notamment en lisant la version annotée L'Avare, mise en scène et commentaires de Charles Dullin. Inconsciemment, Louis de Funès emprunte à Charles Dullin une idée de mise en scène qu'il avait lue dans ses notes : lors de la séquence du tribunal, les personnages présents derrière Harpagon réagissent aux révélations de Valère, de Marianne puis d'Anselme par des « Ah ! » de surprise. Au cours de la même scène, l'acteur vedette se livre aussi à des imitations de Donald Duck énervé,,.
Dans son ouvrage L'Analyse des spectacles : théâtre, mime, danse, cinéma, l'universitaire Patrice Pavis (en), pour illustrer sa méthodologie d'analyse et sa théorie de l'acteur, livre une  analyse très détaillée du jeu des comédiens dans le film, et notamment sur la gestuelle de Louis de Funès.
Frédéric Grolleau considère et apprécie que le film ne montre que le côté méprisant d'Harpagon, sans appuyer sur ce qui pourrait susciter de la pitié envers lui. À l'inverse, le biographe Jean-Marc Loubier considère que l'acteur-réalisateur « a essayé, sans succès, de faire transparaître une forme d'humanité derrière le goût immodéré [d'Harpagon] pour son argent ».
Alors que la pièce dure environ deux heures et demie au théâtre, le film ne s'étend que sur deux heures, car joué très vite : « on ne laisse aucun moment de répit », explique Louis de Funès. Il avait pourtant annoncé pratiquer d'importantes coupes à la pièce pour réduire le film à 90 minutes.

### Qualité de l'adaptation et de la réalisation
« Ce qui aurait pu constituer une aventure exaltante (revisiter un classique avec le cher Louis de Funès) se révéla une déception : Molière supporta mal les ajouts burlesques qu'on lui fit subir. »
— Michel Galabru, 2002.
À la sortie du film, la réalisation est jugée indigente, sans parti pris artistique, de même que les décors et costumes,. Les quelques « trouvailles » ajoutées sont jugées saugrenues, voire uniquement mises là pour faire « moderne » auprès des critiques. Selon Claude Gensac, certaines de ces idées ne dénotent pas du comique de Molière puisque, si l'on suit les registres de comptes que tenait La Grange, on observe que de nombreux éléments comiques du même type étaient ajoutés au texte au fur et à mesure des représentations. Pour le déguisement de paon arboré par Harpagon, Patrick Dandrey relève par exemple que des costumes bien plus absurdes et extravagants étaient créés sous Molière pour l'effet comique.
Réalisateur et ancien acteur, Gérard Oury juge que Louis de Funès, qu'il a dirigé avec succès dans Le Corniaud, La Grande Vadrouille, La Folie des grandeurs et Les Aventures de Rabbi Jacob, n'aurait pas dû réaliser lui-même L'Avare : « Je n'ai jamais cru que Louis écrirait un film. Le problème de la mise en scène tient dans l'idée d'ensemble. Être comédien c'est du nombrilisme. Être metteur en scène c'est avoir l'œil sur tout. C'est construire. Il est difficile de faire les deux à fois. Louis ne le pouvait pas… L'Avare a été réalisé au détriment de son investissement personnel d'acteur. Il aurait fallu que Louis se réserve »,. Vieille connaissance, Yves Robert considère qu'il « n'est pas parvenu à donner toute sa mesure dans L'Avare »
Également interprète d'Harpagon, Henri Virlogeux estime que Louis de Funès a manqué d'un véritable metteur en scène pour le diriger : « Ça n'a pas marché car Louis avait cru qu'avec Jean Girault il serait libre. Or, on ne peut pas être libre dans un classique. On a besoin d'être dominé, d'être guidé. Il s'agit de répondre à une option… Mais là, Louis a fait ce qu'il voulait, scène après scène. C'est une erreur. Il s'en est aperçu après et il a reconnu qu'il avait manqué son Avare. On peut penser que cela l'a marqué… ».
Le critique de cinéma Jean-Michel Frodon explique que « le classique ne sied pas à la folie d'un de Funès, mime et bruiteur de génie qui n'a jamais misé l'essentiel sur les mots mais sur le corps et l'intonation ; avec Molière, il ne faut pas négliger les mots. (…) Rétrospectivement, et bien malgré lui, L'Avare donne raison au comédien de s'être cantonné à l'emploi où il est inégalable, celui de Louis de Funès. Ce n’était pas un « grand acteur » au sens classique, de ceux réputés pouvoir tout jouer. C’était un « caractère », un sale caractère mais un sacré caractère. Rien ne laisse supposer qu’il aurait réussi une conversion comparable à celle de Michel Galabru chez Bertrand Tavernier, de Serrault chez Miller et Chabrol, ou à celle qu’effectuera bientôt Coluche chez Claude Berri, dans Tchao Pantin. Il n’a d’ailleurs jamais rien tenté de tel ».
Le critique littéraire Frédéric Grolleau trouve l'adaptation « austère sinon spartiate ». L'historien du cinéma Jean Tulard estime que Louis de Funès « valait mieux que ses films, souvent médiocres. Sur le tard il en prit conscience et entreprit de tourner L'Avare de Molière. Si la réussite ne fut pas au rendez-vous, l'ambition n'en force pas moins l'estime. L'hommage est beau (…) ». D'avis contraire, Denis Zorgniotti, dans Une histoire du cinéma français, juge le « film intéressant au demeurant par sa réflexion sur Molière et sur l'art de faire rire. Un vrai sujet, à la mesure de Louis de Funès ».
Le biographe Bertrand Dicale relève deux importantes critiques sur la pièce : Francisque Sarcey, critique du XIXe siècle, trouvait que, à l'exception de scènes au comique irrésistible, cette comédie est essentiellement « morose et chagrine », « point de gaieté franche » ; d'autre part, Charles Dullin constatait que la pièce est souvent réduite dans ses mises en scènes à « une série de sketches sur l'avarice. On sacrifie l'intrigue et tous les personnages à celui d'Harpagon. N'ai-je pas vu, une fois, au Théâtre Français, commencer la pièce par l'entrée d'Harpagon [à la scène 3] »,,. Dicale considère que le film se situe entre ces deux écueils : « l'austérité de beaucoup de décors, les couleurs hivernales, le jeu raide des quatre « jeunes », l'outrance des mauvais sentiments d'Harpagon conservent à la pièce son humeur « morose et chagrine » ; et l'unité de jeu du principal interprète amoindrit les contrastes entre les instants de pure comédie et les scènes de théâtre plus profond. Le film est un curieux objet naviguant entre rigueur et superficialité, entre classicisme et cabaret, entre franc délire et componction ». Il l'illustre notamment par la transition, au cours du monologue de la cassette, « de la grimace la plus bouffonne [de Louis de Funès] à la très moderne mise en abyme » d'Harpagon sur la scène de théâtre.
Michel Galabru juge que les deux adaptations de Roger Coggio d'après Molière, Les Fourberies de Scapin (1981) et Le Bourgeois gentilhomme (1982) — dans lesquelles il a joué —, ont été mises en scène avec beaucoup plus de finesse, et qu'elles sont notamment « plus respectueuses de la musicalité de Molière que ne l'avait été L'Avare par Louis de Funès ». Freddy Buache, dans sa biographie de Michel Mitrani — qui a notamment dirigé Galabru dans Monsieur de Pourceaugnac (1985), autre adaptation de Molière au faible succès —, qualifie L'Avare funésien d'« illustration faiblarde » et explique que l'écueil de ce genre de production repose sur le fait que « le texte ne trouve son ampleur que par la finesse du montage, le décor, un rythme approprié, faute de quoi sa liturgie sur la toile blanche retombe à l'ennuyeuse lecture émolliente ».
D'autres acteurs se sont exprimés sur le film. En 2009, alors qu'il est Harpagon à la Comédie-Française, Denis Podalydès déclare : « Son film L'Avare, filmé par Jean Girault, est exécrable : les autres n'existent pas, tout est pour lui et on le sent très intimidé par le rôle — ce qui est touchant. Mais il est très bon hors-texte, dans des gestes, des mimiques. De Funès est le seul acteur dont je me demande : comment fait-il pour être aussi bon dans des films aussi nuls ? ». Christian Clavier s'exprime sur le film en 2018 : « Il passe à côté de l'étude psychologique des personnages pour ne se concentrer que sur les situations. Il a négligé une chose fondamentale, c'est que l'avare est amoureux de la même femme que son fils. Il n'est pas seulement un radin obsédé par sa cassette. Dans son film, le rapport à l'argent devient caricatural et anecdotique, alors que l'un des ressorts essentiels de la pièce est que le personnage pense que plus il économise, plus il vivra longtemps. Malheureusement, Louis passe à côté de cela ». Admirateur de Louis de Funès, et très ému par les derniers films où l'acteur est vieilli et émacié, Alexandre Astier aime L'Avare funésien et déclare : « Je ne sais pas comment des acteurs ont osé joué Harpagon après lui ! ». Michel Fau considère que, par ses parti-pris artistiques, le film est « abstrait, pas du tout réaliste », ce qui le rend à la fois étrange et audacieux à ses yeux.
Six mois après la sortie du film, Louis de Funès jugeait lui-même : « J'ai manqué mon Avare ».